# Liste der Biografien/Lew
Liste der Biografien |
Portal Biografien |
Personensuche
# |
A |
B |
C |
D |
E |
F |
G |
H |
I |
J |
K |
L |
M |
N |
O |
P |
Q |
R |
S |
T |
U |
V |
W |
X |
Y |
Z |
?
 
La |
Lb |
Lc |
Le |
Lg |
Lh |
Li |
Lj |
Ll |
Lm |
Lo |
Lp |
Lt |
Lu |
Lv |
Lw |
Lx |
Ly |
Lz
 
Lea |
Leb |
Lec |
Led |
Lee |
Lef |
Leg |
Leh |
Lei |
Lej |
Lek |
Lel |
Lem |
Len |
Leo |
Lep |
Leq |
Ler |
Les |
Let |
Leu |
Lev |
Lew |
Lex |
Ley |
Lez
Die Liste der Biografien führt alle Personen auf, die in der deutschsprachigen Wikipedia einen Artikel haben. Dieses ist eine Teilliste mit 744 Einträgen von Personen, deren Namen mit den Buchstaben „Lew“ beginnt.

## Lew
- Lew Yan Foon, Astrid (* 2005), französische Tennisspielerin
- Lew, Jack (* 1955), US-amerikanischer Jurist, Hochschullehrer, Regierungsbeamter (zuletzt US-Finanzminister)
- Lew, Jürgen (* 1980), österreichischer Fußballspieler
- Lew, Randy (* 1985), US-amerikanischer Pokerspieler und -kommentator
- Lew-Starowicz, Zbigniew (* 1943), polnischer Sexualforscher

### Lewa
- Lewa, Meskerem (* 2003), äthiopische Hürdenläuferin
- Lewacki, Eugeniusz (1926–2025), polnischer Eishockeyspieler
- Lewada, Juri Alexandrowitsch (1930–2006), russischer Soziologe und Politikwissenschaftler
- Lewal, Jules Louis (1823–1908), französischer General und Militärschriftsteller
- Lewala, Zacharias, Auslöser des Diamantenrauschs in Namibia
- Lewald, Antje (* 1960), deutsche Schauspielerin
- Lewald, August (1792–1871), deutscher Schriftsteller und Publizist
- Lewald, Carl (1843–1924), deutscher Rechtsanwalt
- Lewald, Emmi (1866–1946), deutsche Schriftstellerin und Frauenrechtlerin
- Lewald, Ernst Anton (1790–1848), deutscher Theologe
- Lewald, Fanny (1811–1889), deutsche SchriftstellerinFanny Lewald (1811–1889)

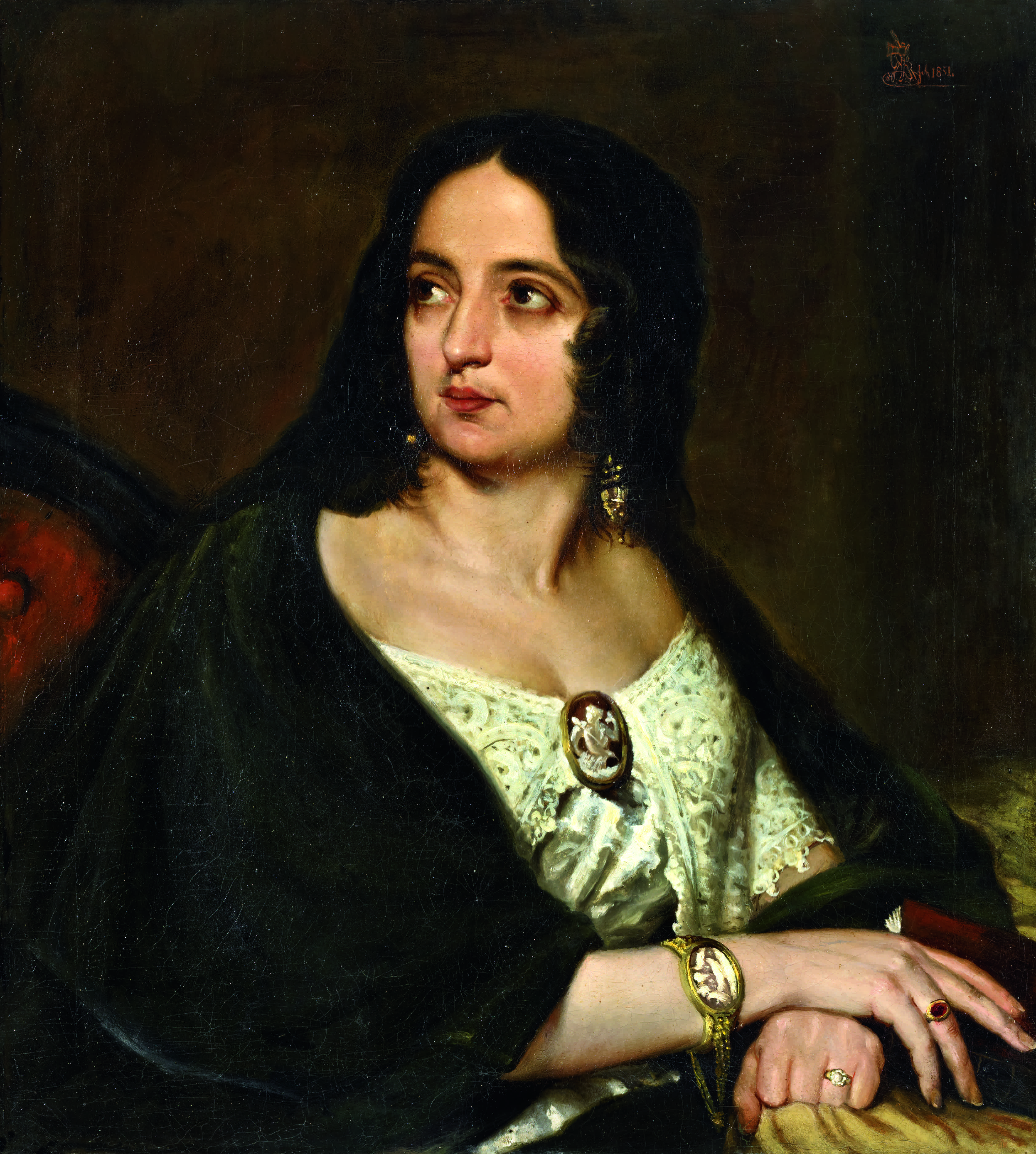
Fanny Lewald (1811–1889)

- Lewald, Felix (1855–1914), deutscher Verwaltungsjurist
- Lewald, Ferdinand (1846–1928), deutscher Verwaltungs- und Ministerialbeamter sowie Verwaltungsrichter
- Lewald, Friedrich (1794–1858), deutscher Politiker und Kaufmann
- Lewald, Hans (1883–1963), deutscher Jurist und Hochschullehrer
- Lewald, Jakob (* 1999), deutscher Fußballspieler
- Lewald, Liliom (* 1990), deutscher Schauspieler und Hörspielsprecher
- Lewald, Max Otto (1860–1919), deutscher Verwaltungsbeamter und Parlamentarier
- Lewald, Theodor (1860–1947), deutscher Sportfunktionär und Vorsitzender des Organisationskomitees der Olympischen Spiele 1936
- Lewald, Walter (1887–1986), deutscher Rechtsanwalt
- Lewalter, Doris (* 1965), deutsche Erziehungswissenschaftlerin und Hochschullehrerin
- Lewalter, Ernst (1892–1956), deutscher Germanist, Lehrer und Publizist
- Lewalter, Johann (1862–1935), deutscher Lehrer, Komponist, Volkskundler und Heimatschriftsteller
- Lewalter, Karl Walter (* 1938), deutscher Diplomat
- Lewan, Kenneth (1925–2012), US-amerikanischer Rechtsanwalt, Rechtsberater und Autor
- Lewan, Taylor (* 1991), US-amerikanischer American-Football-Spieler
- Lewando, Fania, vegetarische Köchin und Autorin eines Kochbuches
- Lewandowska, Anna (* 1988), polnische Sportlerin und UnternehmerinAnna Lewandowska (* 1988)

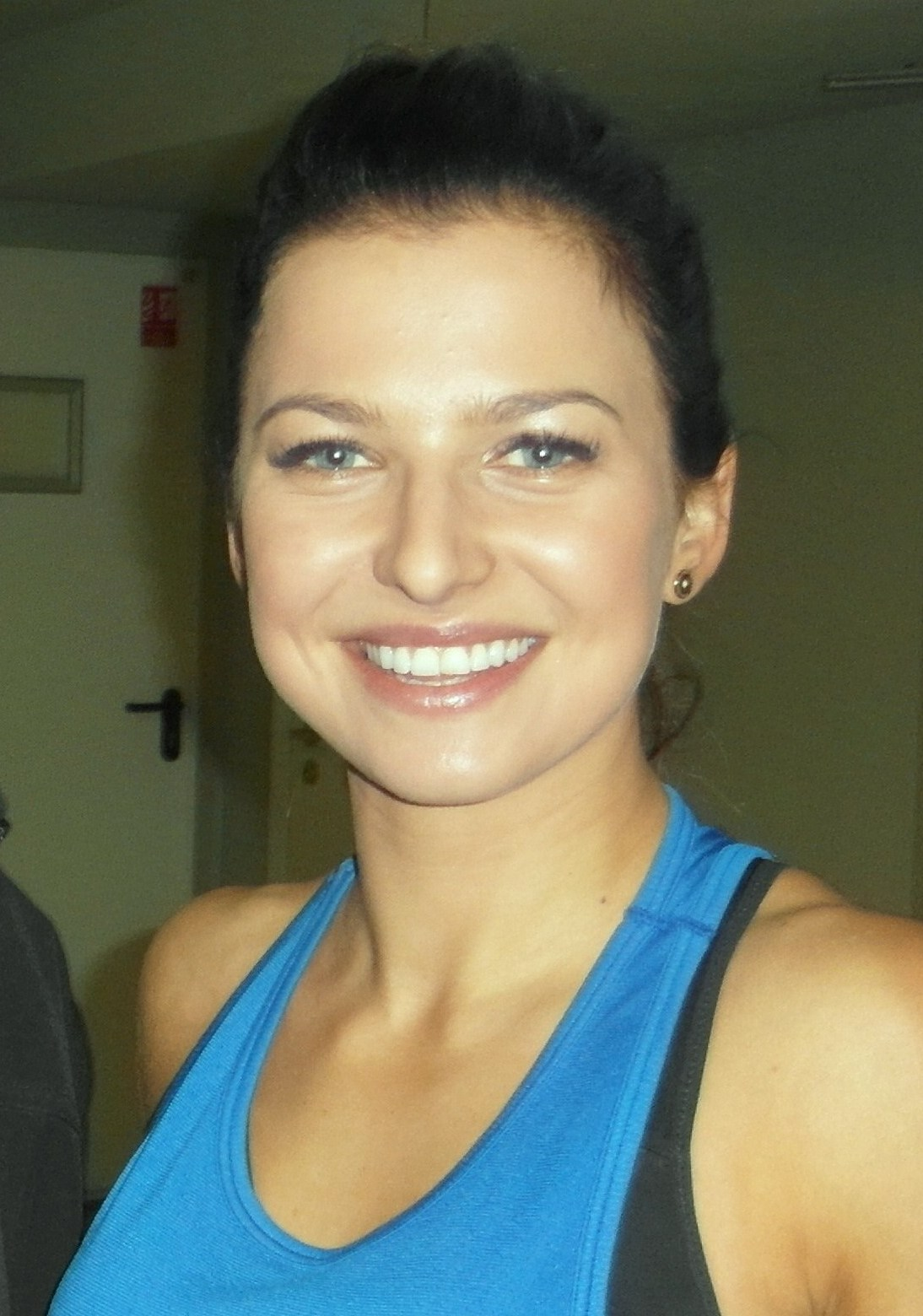
Anna Lewandowska (* 1988)

- Lewandowska, Edyta (* 1980), polnische Marathonläuferin
- Lewandowska, Janina (1908–1940), polnische Pilotin
- Lewandowska, Sylwia (* 1991), polnische Ruderin
- Lewandowski, Andrzej (* 1954), polnischer Politiker (Ruch Palikota), Mitglied des Sejm
- Lewandowski, Bolesław (1912–1981), polnischer Komponist und Dirigent
- Lewandowski, Bruce (* 1967), US-amerikanischer Ordensgeistlicher und römisch-katholischer Bischof von Providence
- Lewandowski, Czesław (1922–2009), polnischer Weihbischof
- Lewandowski, Dirk (* 1973), deutscher Informationswissenschaftler und Hochschullehrer
- Lewandowski, Edmund (1914–1998), US-amerikanischer Maler, Mosaikkünstler und Kunstpädagoge
- Lewandowski, Eduard (* 1980), deutsch-russischer Eishockeyspieler
- Lewandowski, Gabriele (* 1960), deutsche Politikerin (SPD), MdL
- Lewandowski, Georg (* 1944), deutscher Politiker (CDU), MdL, Oberbürgermeister von Kassel
- Lewandowski, Gina (* 1985), US-amerikanische Fußballspielerin
- Lewandowski, Herbert (1896–1996), deutscher Schriftsteller
- Lewandowski, Hermann (1875–1950), deutscher Unternehmer in der Süßwaren-Industrie
- Lewandowski, Iris (* 1964), deutsche Pflanzenbauwissenschaftlerin und Bioökonomierat
- Lewandowski, Isabella (* 1970), deutsche Schauspielerin
- Lewandowski, Janusz (* 1951), polnischer Ökonom und Politiker, Mitglied des Sejm, MdEP
- Lewandowski, Jerzy (1959–2024), polnischer Physiker
- Lewandowski, Kazimierz (1951–2022), polnischer Ruderer
- Lewandowski, Klaus (* 1940), deutscher Radsportler
- Lewandowski, Louis (1821–1894), deutscher Komponist
- Lewandowski, Magdala Christa (1933–1977), deutsche katholische Ordensschwester und Missionarin
- Lewandowski, Manfred (1895–1970), deutsch-US-amerikanischer Chasan (Kantor), klassischer Sänger (Bariton) und Komponist
- Lewandowski, Marcin (* 1987), polnischer Leichtathlet
- Lewandowski, Mariusz (* 1979), polnischer FußballspielerMariusz Lewandowski (* 1979)

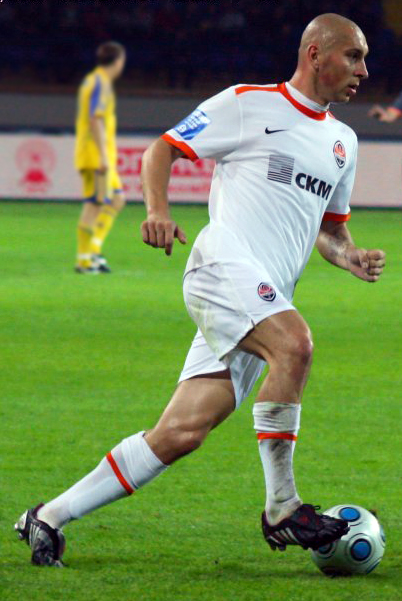
Mariusz Lewandowski (* 1979)

- Lewandowski, Mark, britischer Jazzmusiker (Kontrabass)
- Lewandowski, Peter (* 1957), deutscher Journalist
- Lewandowski, Rainer (* 1950), deutscher Autor, Regisseur und Theaterintendant
- Lewandowski, Ricardo (* 1948), brasilianischer Jurist, Präsident des Obersten Gerichtshofes der Republik Brasilien (Supremo Tribunal Federal)
- Lewandowski, Robert (* 1988), polnischer FußballspielerRobert Lewandowski (* 1988)

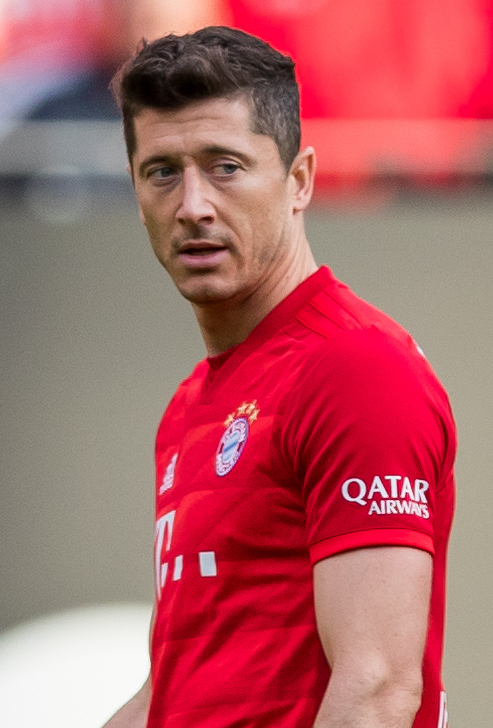
Robert Lewandowski (* 1988)

- Lewandowski, Sascha (1971–2016), deutscher Fußballtrainer
- Lewandowski, Theodor (1927–1997), deutscher germanistischer Linguist
- Lewandowsky, Felix (1879–1921), deutscher Dermatologe
- Lewandowsky, Helga (1930–2025), deutsche Politikerin (SPD), MdL Niedersachsen
- Lewandowsky, Marcel (* 1982), deutscher Politikwissenschaftler
- Lewandowsky, Max (1876–1918), deutscher Neurologe und Berliner Hochschullehrer
- Lewandowsky, Stephan (* 1958), australischer Psychologe und Hochschullehrer
- Lewandowsky, Via (* 1963), deutscher Künstler
- Lewaneuski, Walery (* 1963), belarussischer politischer und gesellschaftlicher Aktivist
- Lewanewski, Sigismund Alexandrowitsch (* 1902), sowjetischer Pilot
- Lewanika I. († 1916), König von Barotseland
- Lewanow, Emil (1898–1935), deutscher Radrennfahrer
- Lewaschow, Michail Alexejewitsch (* 1991), russischer Fußballspieler
- Lewaschow, Michail Dmitrijewitsch (1739–1774), russischer Marine-Offizier und Polarforscher
- Lewaschow, Wassili Wassiljewitsch (1783–1848), russischer General
- Lewaschowa, Jewgenija Arkadjewna (* 1999), russische Tennisspielerin

### Lewc
- Lewczuk, Igor (* 1985), polnischer Fußballspieler
- Lewczynska, Helena (* 1992), englische Badmintonspielerin

### Lewd
- Lewden, Pierre (1901–1989), französischer Hochspringer

### Lewe
- Lewe, Christian, deutscher Schöffe und Bürgermeister der Freien Reichsstadt Aachen
- Lewe, Detlef (1939–2008), deutscher Kanute
- Lewe, Gerhard, deutscher Schöffe und Bürgermeister der Freien Reichsstadt Aachen
- Lewe, Gerhard der Ältere, deutscher Schöffe und Bürgermeister der Freien Reichsstadt Aachen
- Lewe, Lulu (* 1992), deutsche Sängerin
- Lewe, Markus (* 1965), deutscher Politiker (CDU), Oberbürgermeister von MünsterMarkus Lewe (* 1965)

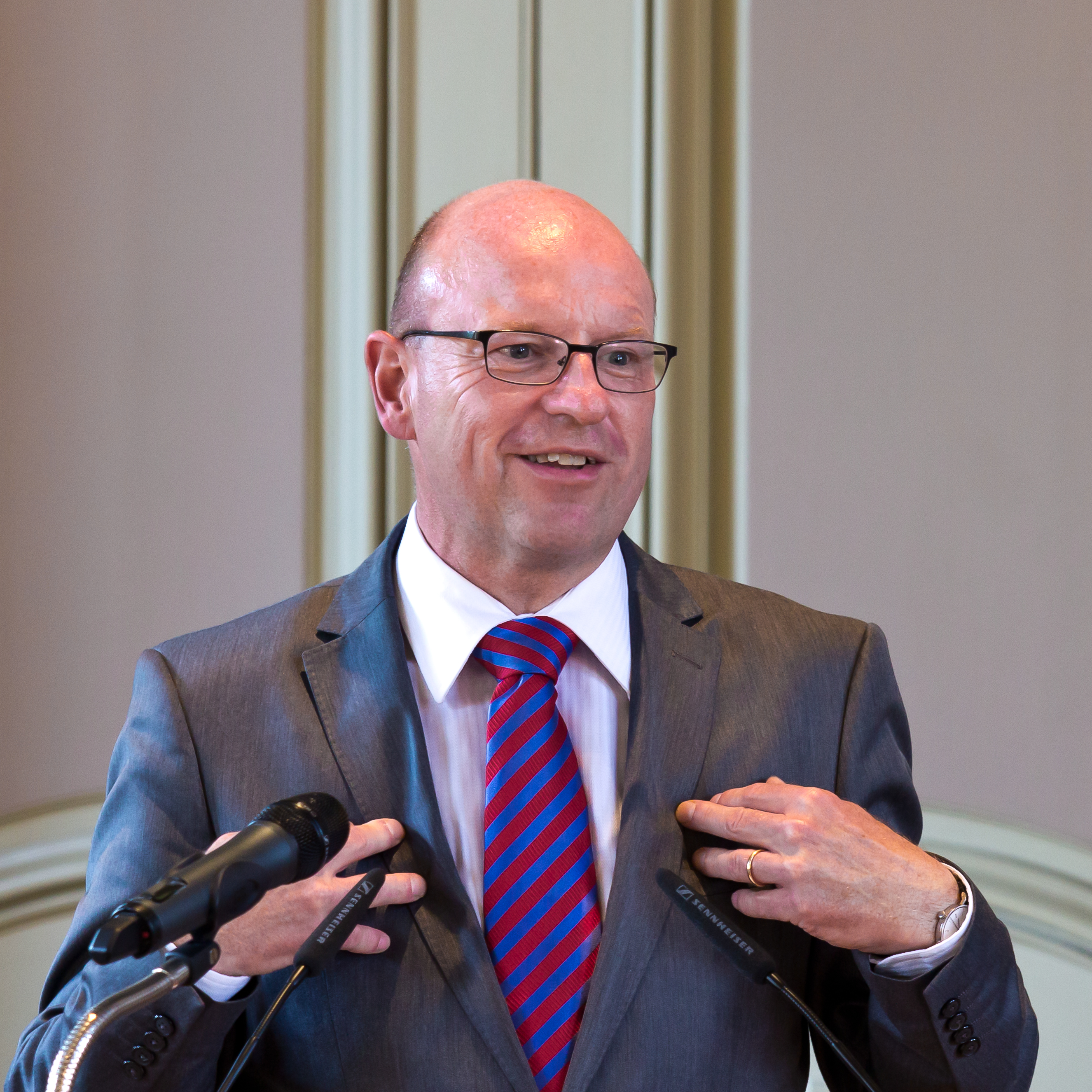
Markus Lewe (* 1965)

- Lewe, Ralf (* 1969), deutscher Fußballspieler
- Leweck, Alphonse (* 1981), luxemburgischer Fußballspieler
- Leweck, Charles (* 1983), luxemburgischer Fußballspieler
- Lewecke, Frank (* 1966), deutscher Maler und Illustrator
- Lewejohann, René (* 1984), deutscher Fußballspieler und -trainer
- Lewejohann, Sünje (* 1972), deutsche Schriftstellerin
- Lewek, Christa (1927–2008), deutsche Oberkirchenrätin
- Lewek, Ernst (1893–1953), deutscher evangelischer Pfarrer, Widerstandskämpfer und Politiker, MdV
- Lewek, Kathryn (* 1983), US-amerikanische Koloratursopranistin
- Leweke, Adolf (1891–1970), deutscher Politiker (CDU), MdL
- Leweke, Emil (1893–1959), deutscher NSDAP-Funktionär, Landrat des Kreises Halle (1934–1945)
- Leweke, Franz-Markus (* 1965), deutscher Psychiater
- Leweke, Fritz (1901–2001), deutscher Kirchenmaler, Restaurator und Gestalter von Orgelprospekten
- Leweke, Wendelin (1927–1996), deutscher Journalist
- Leweke-Weyde, Gisela (1894–1984), deutsche Archäologin, Kunsthistorikerin, Malerin und Grafikerin
- Leweling, Jamie (* 2001), deutscher FußballspielerJamie Leweling (* 2001)

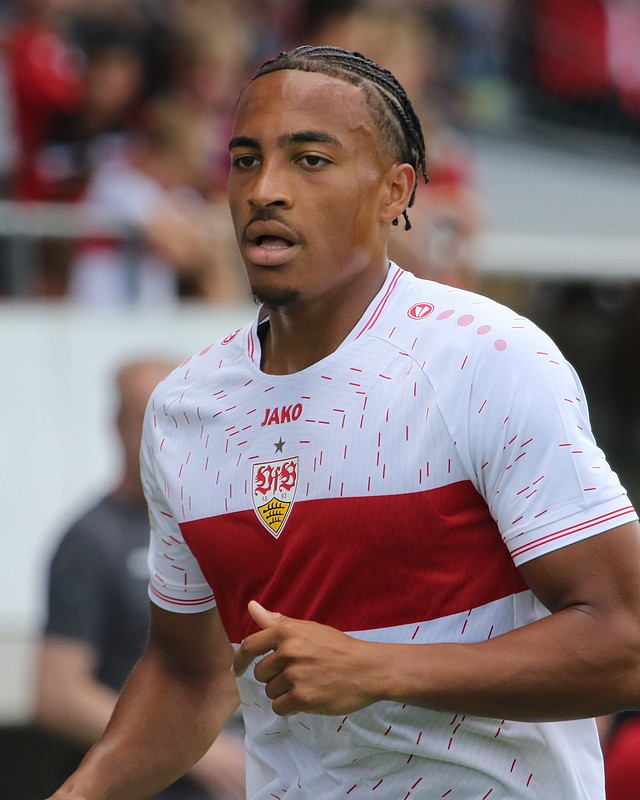
Jamie Leweling (* 2001)

- Leweling, Pia (* 1998), deutsche Volleyballspielerin
- Lewellen, Hope (* 1967), US-amerikanische Rollstuhltennis- und Rollstuhlvolleyballspielerin
- Lewelling, Lorenzo D. (1846–1900), US-amerikanischer Politiker
- Lewels, Maximilian (1879–1964), deutscher Lehrer
- Lewen, Hermann (* 1952), deutscher Festspielintendant
- Lewén, Lars (* 1975), schwedischer Freestyle-Skisportler und Skirennläufer
- Lewen, Si (1918–2016), US-amerikanischer Maler und Veteran der Ritchie Boys
- Lewenhaupt, Adam (1861–1944), schwedischer Herold, Historiker und Heraldiker
- Lewenhaupt, Adam Ludwig (1659–1719), schwedischer General
- Lewenhaupt, Carl Mauritz (1620–1666), schwedischer Reichsrat und Feldmarschall
- Lewenhaupt, Gustaf Adolf (1619–1656), Graf von Raseborg und Falkenstein sowie schwedischer Reichsrat und Feldmarschall
- Lewenhaupt, Mauritz (1666–1735), schwedischer Generalmajor
- Lewenhaupt, Moritz (1559–1607), schwedischer Staatsmann
- Lewenkowa, Olga Wladimirowna (* 1984), russische Siebenkämpferin
- Lewensohn, Naftali (* 1886), Hamburger Arzt und Holocaustopfer
- Lewenstein, Emanuel (1870–1930), niederländischer Unternehmer und Kunstsammler
- Lewenstein, Maciej (* 1955), polnischer Physiker
- Lewenstein, Wladimir Iossifowitsch (1935–2017), russischer Mathematiker
- Lewent, Abraham (1924–2002), polnisch-amerikanischer Mechaniker und Überlebender des Holocaust
- Lewent, Kurt (1880–1964), deutscher Romanist und Provenzalist
- Lewenthal, Valeri (1938–2015), russischer Bühnenbildner und Szenograph
- Lewenton, Georg (1902–1988), deutscher Bauingenieur, Lehrstuhlinhaber und Kulturpolitiker
- Lewenton, Ursula (* 1938), deutsche Richterin und Verfassungsrichterin
- Lewentz, Roger (* 1963), deutscher Politiker (SPD), MdLRoger Lewentz (* 1963)

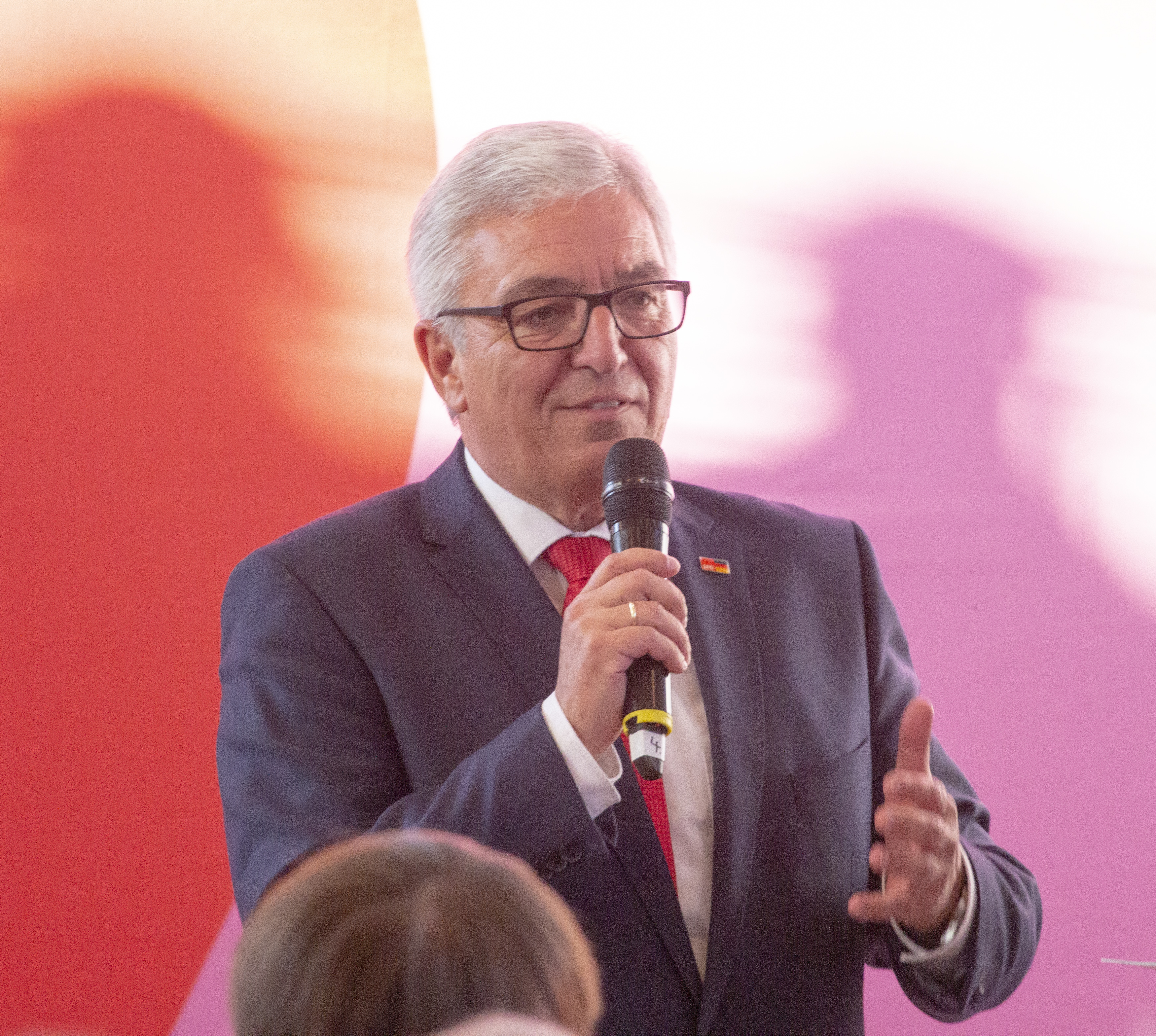
Roger Lewentz (* 1963)

- Lewenz, Lisa (* 1954), US-amerikanische Medienkünstlerin, Regisseurin und Hochschullehrerin
- Lewer, Andrew (* 1971), britischer Politiker (Conservative Party), MdEP
- Lewerentz, Carsten (* 1959), deutscher Bildhauer
- Lewerentz, Fritz (1878–1945), deutscher Politiker (SPD), MdL
- Lewerentz, Sigurd (1885–1975), schwedischer Architekt
- Lewerenz, Hans (1915–2006), deutscher Maler, Graphiker und Bildhauer
- Lewerenz, Heinz (1890–1939), deutscher Maler
- Lewerenz, Lars (* 1977), deutscher LabelgründerLars Lewerenz (* 1977)

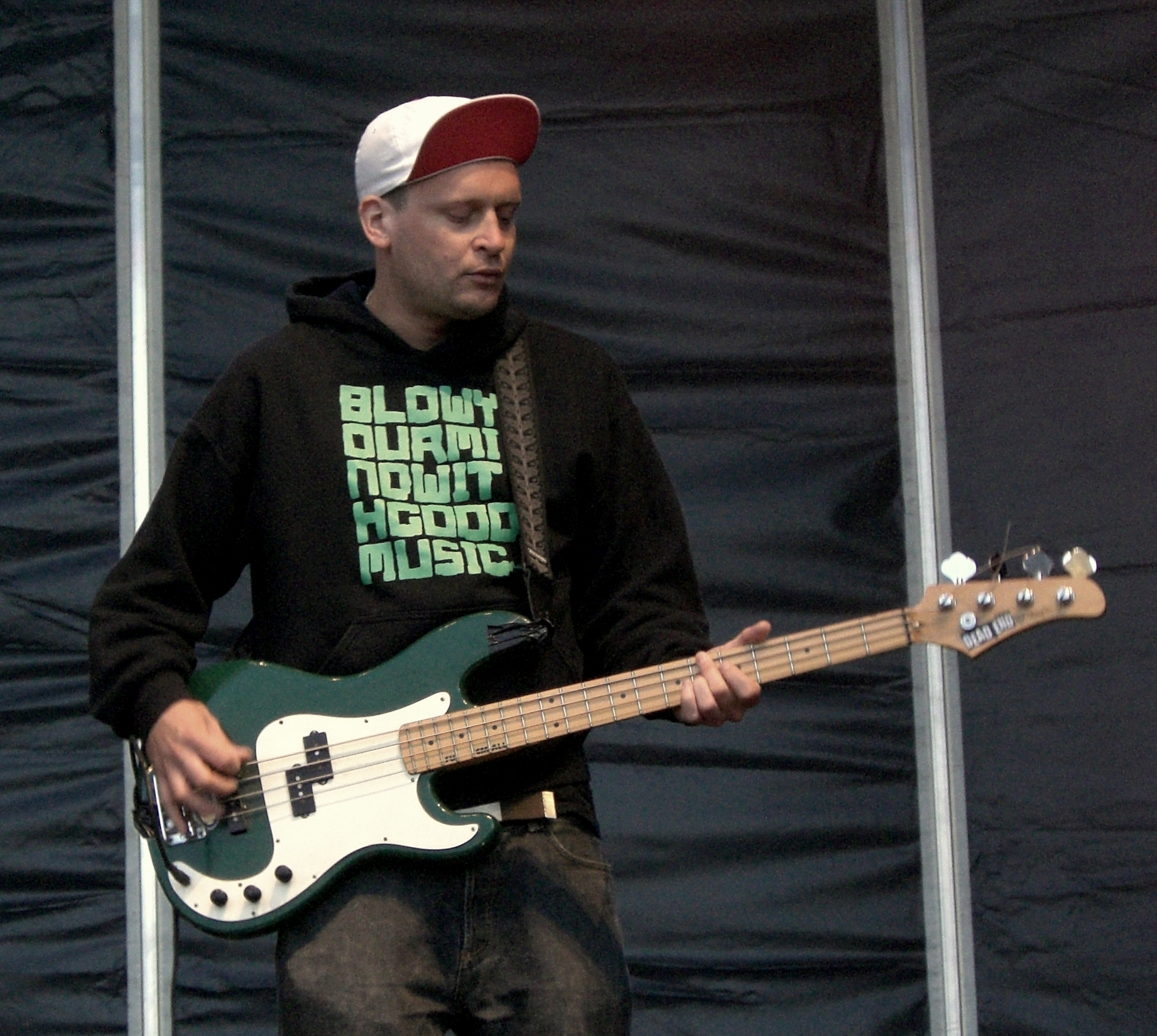
Lars Lewerenz (* 1977)

- Lewerenz, Steven (* 1991), deutscher Fußballspieler
- Lewering, Eckhart (* 1943), deutscher Politiker (SPD), MdB
- Lewerissa, Vanity (* 1991), niederländische Fußballspielerin
- Lewes, George Henry (1817–1878), englischer Schriftsteller, Literaturkritiker und Philosoph
- Lewetz, Stephan (* 1961), deutscher Schauspieler

### Lewg
- Lewgoy, José (1920–2003), brasilianischer Schauspieler

### Lewi
- Lewi, Jerzy (1949–1972), polnischer Schachspieler
- Lewi, Ludwig (1854–1927), polnisch-sowjetischer Eisenbahningenieur
- Lewi, Mosche (1936–2008), israelischer Militär, Generalstabschef der israelischen Armee

#### Lewic
- Lewicka, Halina (1906–1983), polnische Romanistin
- Lewicki, Ernst Wolfgang (1894–1973), deutscher Bauingenieur und Wissenschaftler
- Lewicki, Jakub (* 2005), polnischer Fußballspieler
- Lewicki, Leonidas (1840–1907), österreichisch-deutscher Maschinenbauingenieur
- Lewicki, Mihail (1774–1858), griechisch-katholischer Erzbischof von Lemberg
- Lewicki, Oscar (* 1992), schwedisch-polnischer Fußballspieler
- Lewicki, Tadeusz (1906–1992), polnischer Orientalist
- Lewicki, Wilhelm (1935–2001), deutscher Unternehmer und Förderer der Wissenschaftsgeschichte

#### Lewie
- Lewie, Jona (* 1947), britischer Multiinstrumentalist und Popsänger
- Lewiecki, Paweł (1896–1974), polnischer Pianist und Musikpädagoge
- Lewiew, Lew Awnerowitsch (* 1956), israelischer InvestorLew Awnerowitsch Lewiew (* 1956)

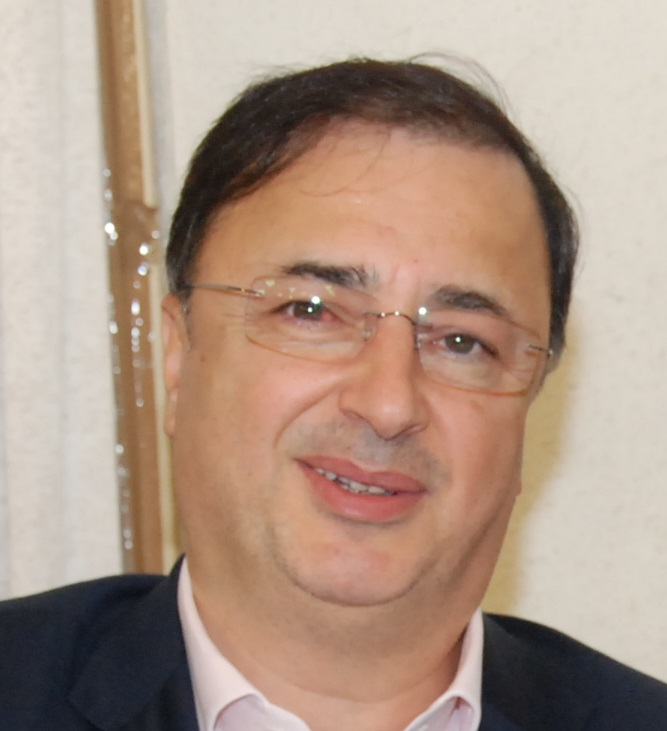
Lew Awnerowitsch Lewiew (* 1956)

- Lewiew, Miltscho (1937–2019), amerikanischer Musiker, Jazz-Pianist und Arrangeur bulgarischer Herkunft

#### Lewin
- Lewin, Adolf (1843–1910), jüdisch-deutscher Rabbiner und Historiker
- Lewin, Albert (1894–1968), US-amerikanischer Regisseur und Produzent
- Lewin, Alex (1888–1942), deutscher Landesrabbiner im oldenburgischen Landesteil Birkenfeld
- Lewin, Alexander (1879–1942), deutscher Unternehmer und Kunstsammler
- Lewin, Alexander Mitrofanowitsch (1871–1929), russischer Schachspieler
- Lewin, Anatoli Jakowlewitsch (1909–1991), sowjetischer Luftfahrtingenieur
- Lewin, Bertram D. (1896–1971), US-amerikanischer Psychoanalytiker
- Lewin, Blanca (* 1974), chilenische Schauspielerin und Radiomoderatorin jüdischer Herkunft
- Lewin, Boris Jakowlewitsch (1906–1993), ukrainischer Mathematiker
- Lewin, Bruno (1924–2012), deutscher Japanologe, Koreanist und Linguist
- Lewin, Daniel M. (1970–2001), US-amerikanischer Informatiker und Unternehmer
- Lewin, David (1933–2003), US-amerikanischer Musikwissenschaftler, Musiktheoretiker und Komponist
- Lewin, Doiwber (1904–1941), russischer Schriftsteller
- Lewin, Fridl (* 1911), deutsche Sozialdemokratin, FDJ- und DFD-Funktionärin, Vorsitzende der Pionierorganisation
- Lewin, Gabo (1906–1995), deutscher Politiker und Funktionär (KPD, SED)
- Lewin, Gary R. (* 1965), britischer Neurobiologe
- Lewin, Georg Richard (1820–1896), deutscher Mediziner
- Lewin, Gerhard (1917–2017), deutscher Sportwissenschaftler, Schwimmsportfunktionär
- Lewin, Gustav (1869–1938), deutscher Kapellmeister, Musikpädagoge und Komponist
- Lewin, Hardley (* 1954), jamaikanischer Rear Admiral, militärischer Oberbefehlshaber und Polizeichef
- Lewin, Helmut (1899–1963), deutsch-namibischer Genremaler, Porträt- und Landschaftsmaler sowie Architekt
- Lewin, Herbert (1899–1982), deutscher Präsident des Zentralrates der Juden
- Lewin, Hermann (1904–1992), deutsch-US-amerikanischer Unternehmer in der Zigaretten- und Tabakindustrie
- Lewin, Isaak Iljitsch (1887–1945), russisch-amerikanischer Wirtschaftshistoriker und Unternehmer
- Lewin, James (1887–1937), deutsch-jüdischer Psychiater
- Lewin, Jeannette (* 1972), niederländische Hockeyspielerin
- Lewin, Jewgeni (* 1992), kasachischer Fußballspieler
- Lewin, Julius (1875–1950), deutscher Unternehmer in der Zigaretten- und Tabakindustrie
- Lewin, Kurt (1890–1947), deutsch-amerikanischer PsychologeKurt Lewin (1890–1947)

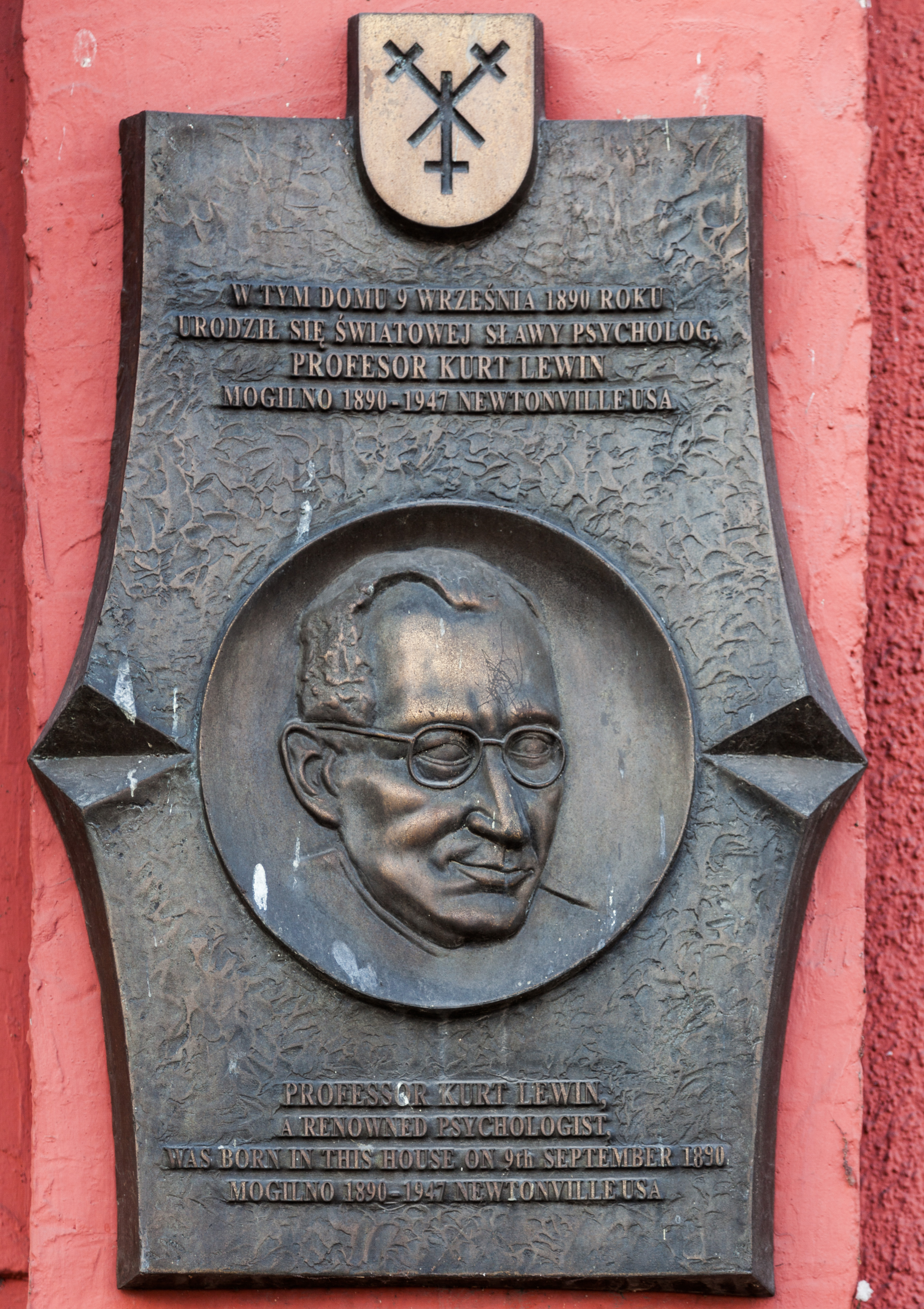
Kurt Lewin (1890–1947)

- Lewin, Leo (1881–1965), deutscher Kaufmann, Kunstsammler und Pferdezüchter
- Lewin, Leonard C. (1916–1999), US-amerikanischer Schriftsteller und Satiriker
- Lewin, Louis (1850–1929), deutscher Arzt, Pharmakologe, Toxikologe und Begründer der Industrietoxikologie und Suchtmittelforschung
- Lewin, Louis (1868–1941), deutscher Rabbiner und Historiker
- Lewin, Ludwig (1887–1967), deutscher Psychologe, Hochschullehrer und Publizist
- Lewin, Maksym (1981–2022), ukrainischer Fotograf und Dokumentarfilmer
- Lewin, Mathieu (* 1977), französischer Mathematiker
- Lewin, Max († 1930), deutscher Rechtsanwalt und Politiker
- Lewin, Michael (* 1955), US-amerikanischer Pianist und Hochschullehrer
- Lewin, Michael Z. (* 1942), US-amerikanischer Schriftsteller von Romanen und Kurzgeschichten
- Lewin, Michail (* 1967), russisch-israelischer Handballspieler
- Lewin, Moshe (1921–2010), US-amerikanischer Sozial- und Wirtschaftshistoriker
- Lewin, Ralph (* 1953), Schweizer Politiker und Ökonom
- Lewin, Reinhold (1888–1943), deutscher Rabbiner
- Lewin, Robert (1920–2004), US-amerikanischer Drehbuchautor
- Lewin, Samuel (1890–1959), deutsch-jiddischer Schriftsteller und Publizist
- Lewin, Shaul (1905–1986), israelischer Pädagoge, Bildungspolitiker und Diplomat
- Lewin, Shlomo (1911–1980), deutscher Verleger, RabbinerShlomo Lewin (1911–1980)

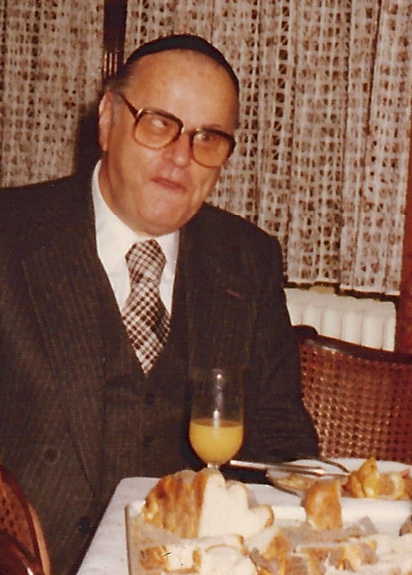
Shlomo Lewin (1911–1980)

- Lewin, Terence (1920–1999), britischer Flottenadmiral
- Lewin, Ulrich (1890–1950), deutscher Maler und Graphiker
- Lewin, Waldtraut (1937–2017), deutsche Dramaturgin und Schriftstellerin, Regisseurin
- Lewin, Walter (* 1936), niederländischer Physiker
- Lewin, Wiktor Iossifowitsch (1909–1986), sowjetischer Mathematiker
- Lewin-Dorsch, Eugen (1883–1941), deutscher Wissenschaftsjournalist, Lehrer und Autor; Opfer des Holocaust
- Lewin-Fries, Jutta (* 1954), deutsche Juristin, Richterin am Landesverfassungsgericht und Vizepräsidentin des Landessozialgerichts
- Lewin-Funcke, Arthur (1866–1937), deutscher Bildhauer
- Lewina, Julija Alexandrowna (* 1973), russische Ruderin
- Lewina, Katja (* 1984), Autorin (Pseudonym)
- Lewina, Sara Alexandrowna (1906–1976), russisch-sowjetische Komponistin und Pianistin
- Lewina, Tatjana Nikolajewna (* 1977), russische Sprinterin
- Lewinger, Ernst (1851–1937), österreichischer Theaterschauspieler und Theaterregisseur
- Lewinger, Ernst (1931–2015), deutscher Grafiker, Maler und Illustrator
- Lewington, Nadine (* 1980), britische Schauspielerin
- Lewinnek, Curt (* 1904), deutscher Komponist
- Lewinowski, Nikolai Jakowlewitsch (* 1944), russischer Jazzmusiker
- Lewinski, Alfred von (1831–1906), preußischer General der Infanterie
- Lewinski, Alfred von (1862–1914), preußischer Generalmajor und Kommandeur der 33. Infanterie-Brigade
- Lewinski, Benjamin (* 1916), polnischer Spanienkämpfer und Fremdenlegionär im Zweiten Weltkrieg
- Lewinski, Eduard Julius Ludwig von (1829–1906), preußischer General der Artillerie
- Lewinski, Erich (1899–1956), deutscher Anwalt, Politiker (SPD), Gerichtspräsident und Verfassungsrichter
- Lewiński, Feliks Łukasz (1751–1825), polnischer Geistlicher und katholischer Bischof
- Lewiński, Franciszek (1783–1854), polnischer Geistlicher und katholischer Bischof
- Lewinski, Henning von (1902–1981), deutscher Diplomat, Geschäftsmann und Pflanzer
- Lewinski, Kai von (* 1970), deutscher Jurist und Professor an der Universität Passau
- Lewinski, Karl von (1858–1937), preußischer Generalleutnant
- Lewinski, Karl von (1873–1951), deutscher Jurist und Diplomat
- Lewinski, Oskar von (1873–1913), preußischer Offizier und Militärattaché
- Lewiński, Stefan (1736–1806), polnischer ukrainisch griechisch-katholischer Geistlicher, Bischof von Luzk und Ostroh
- Lewinski, Wolf-Eberhard von (1927–2003), deutscher Musik- und Theaterkritiker
- Lewinsky, Charles (* 1946), Schweizer Drehbuchautor und Schriftsteller
- Lewinsky, Elsa (1874–1962), österreichische Schauspielerin und Opernsängerin (Sopran)
- Lewinsky, Josef (1839–1924), österreichischer Schriftsteller, Musik- und Theaterkritiker
- Lewinsky, Joseph (1835–1907), österreichischer Schauspieler
- Lewinsky, Micha (* 1972), Schweizer Drehbuchautor und Regisseur
- Lewinsky, Monica (* 1973), US-amerikanische FernsehpersönlichkeitMonica Lewinsky (* 1973)

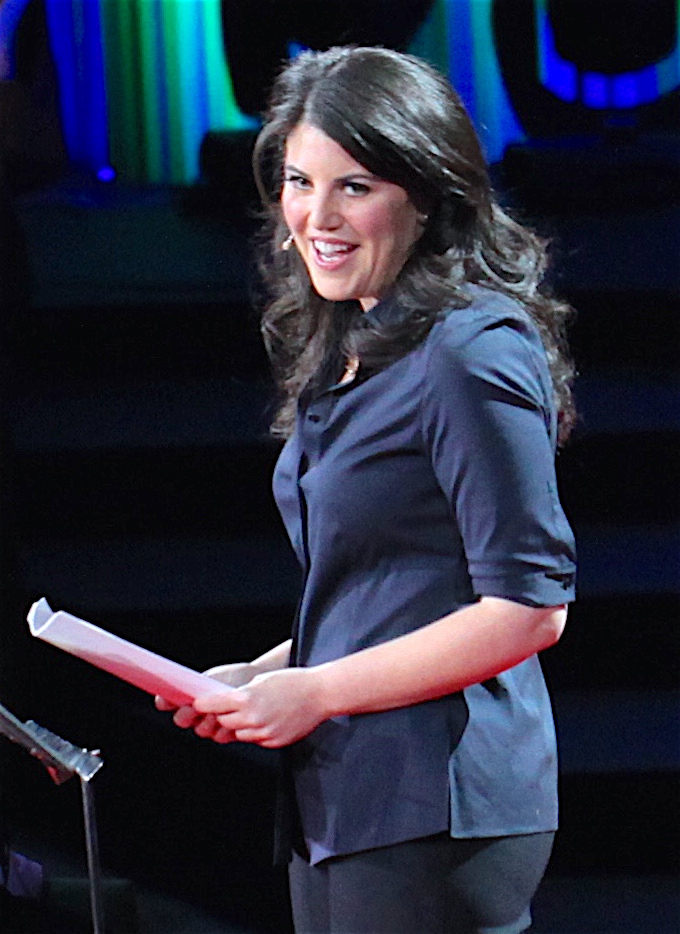
Monica Lewinsky (* 1973)

- Lewinsky, Olga (1853–1935), österreichische Schauspielerin
- Lewinsky, Siegfried (1881–1958), deutscher Schauspieler
- Lewinsohn, Auguste (1868–1957), Politikerin (SPD, KPD)
- Lewinsohn, Richard (1894–1968), deutscher Wirtschafts-Journalist und Schriftsteller
- Lewinson, Jewgeni Adolfowitsch (1894–1968), russischer Architekt
- LeWinter, Felicitas (1911–1997), österreichische Pianistin und Klavierpädagogin
- LeWinter, Oswald (1931–2013), US-amerikanischer Geheimdienstler
- Lewinter, Roger (* 1941), Schweizer Schriftsteller und Übersetzer

#### Lewis

##### Lewis C
- Lewis Charlton († 1369), englischer Bischof der Diözese Hereford

##### Lewis T
- Lewis Tullock, Carlos Ambrosio (1918–2004), panamaischer römisch-katholischer Bischof

##### Lewis, A – Lewis, Y

###### Lewis, A
- Lewis, Aaron (* 1972), US-amerikanischer Musiker, Sänger und Gitarrist
- Lewis, Abner (1801–1879), US-amerikanischer Politiker
- Lewis, Adrian (* 1985), englischer DartspielerAdrian Lewis (* 1985)

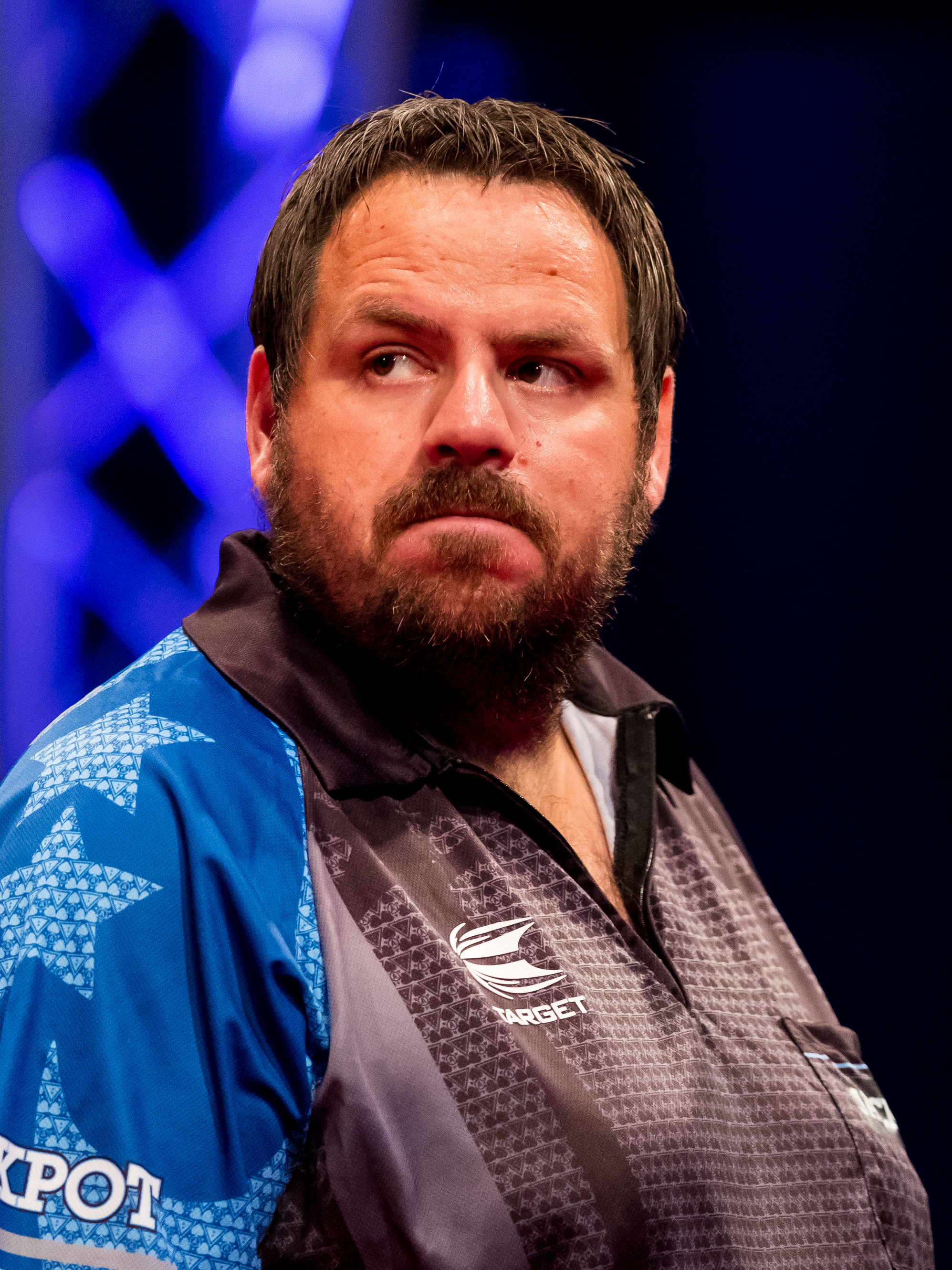
Adrian Lewis (* 1985)

- Lewis, Adrian S. (* 1962), britisch-kanadischer Mathematiker
- Lewis, AJ (* 2001), US-amerikanischer Volleyballspieler
- Lewis, Akilah (* 2000), Leichtathletin aus Trinidad und Tobago
- Lewis, Al (1923–2006), US-amerikanischer Schauspieler
- Lewis, Alan (1954–2016), englischer Fußballspieler
- Lewis, Alfred Henry (1855–1914), US-amerikanischer Schriftsteller und Journalist
- Lewis, Allen Montgomery (1909–1993), lucianischer Politiker, Generalgouverneur von St. Lucia
- Lewis, Alun (1915–1944), walisischer Schriftsteller
- Lewis, Alya (* 1980), jamaikanische Badmintonspielerin
- Lewis, Ana (* 1993), argentinische Handballspielerin
- Lewis, Andre (* 1994), jamaikanischer Fußballspieler
- Lewis, Andrea (* 1985), kanadische Schauspielerin und Sängerin
- Lewis, Andrew (1918–1993), britischer Admiral, Lord Lieutenant von Essex
- Lewis, Andrew (1970–2015), guyanischer Boxer
- Lewis, Andrew L. (1931–2016), US-amerikanischer Politiker und Wirtschaftsmanager
- Lewis, Andy (1925–2018), US-amerikanischer Drehbuchautor
- Lewis, Annabelle (* 1989), britische Sprinterin
- Lewis, Anthony (1927–2013), US-amerikanischer Journalist
- Lewis, Antony (* 1975), britischer Kosmologe und Softwareentwickler
- Lewis, Art (* 1936), US-amerikanischer Jazzmusiker
- Lewis, Arthur D. (1918–2008), amerikanischer Manager im Verkehrswesen

###### Lewis, B
- Lewis, Barbara (* 1943), US-amerikanische Rhythm-and-Blues-Sängerin
- Lewis, Barbour (1818–1893), US-amerikanischer Politiker
- Lewis, Ben (1894–1970), US-amerikanischer Filmeditor
- Lewis, Ben (* 1966), britischer Dokumentar-Filmemacher, Autor und Kunstkritiker
- Lewis, Bernard (1916–2018), britischer IslamwissenschaftlerBernard Lewis (1916–2018)

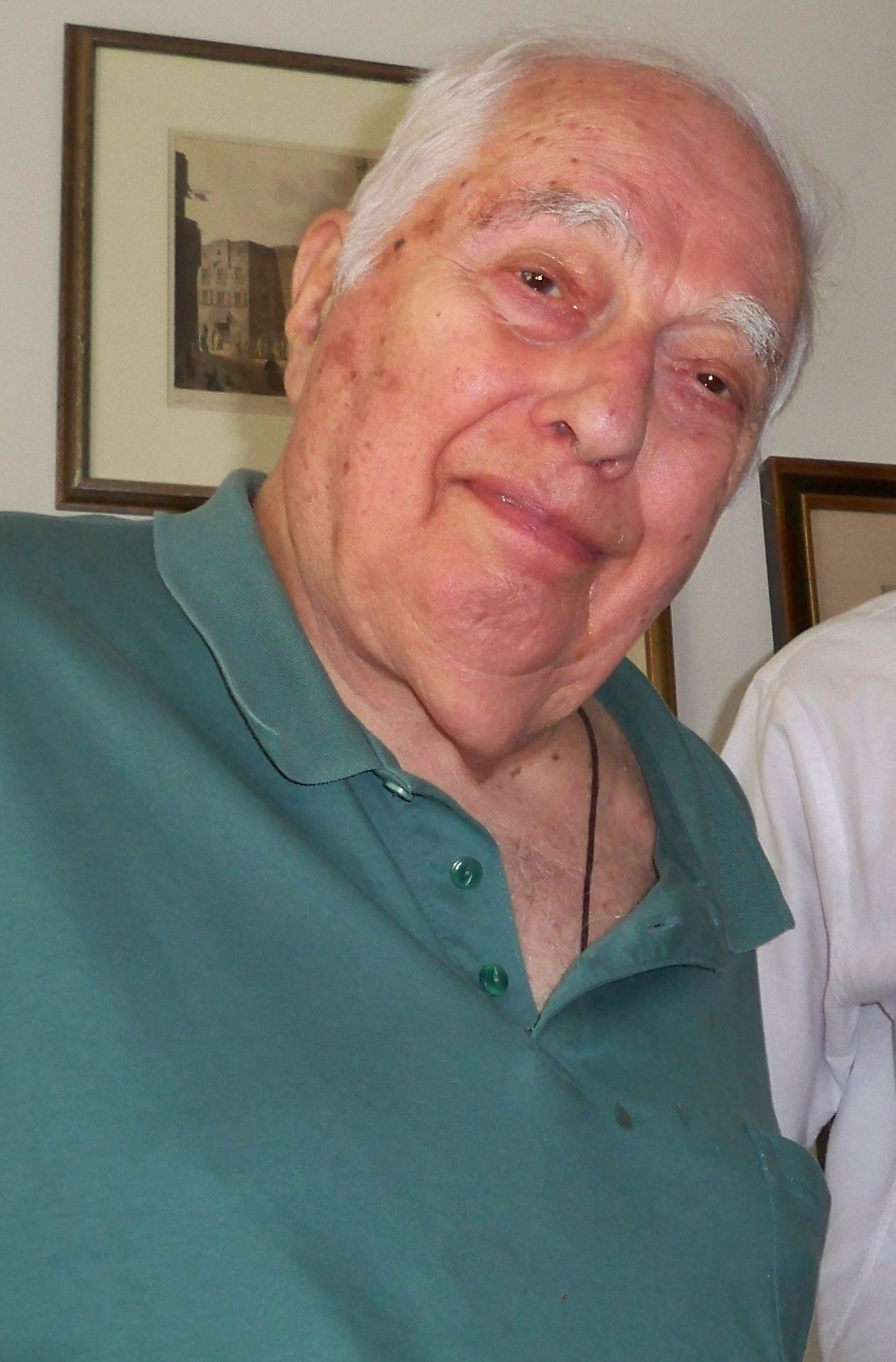
Bernard Lewis (1916–2018)

- Lewis, Betty Washington (1733–1797), Schwester von George Washington
- Lewis, Beverly (* 1949), US-amerikanische Schriftstellerin
- Lewis, Blake (* 1981), US-amerikanischer Singer-Songwriter und Beatboxer
- Lewis, Bobby, US-amerikanischer Jazz- und Studio-Musiker (Trompete, Flügelhorn, Gesang)
- Lewis, Bobby (1933–2020), US-amerikanischer Rock'n'Roll- und R&B-Sänger
- Lewis, Brad (* 1958), US-amerikanischer Filmproduzent, Filmregisseur und Lokalpolitiker
- Lewis, Brad Alan (* 1954), US-amerikanischer Ruderer
- Lewis, Brandon (* 1971), britischer Politiker (Conservative Party)
- Lewis, Brian (* 1974), US-amerikanischer Leichtathlet und Olympiasieger
- Lewis, Brian, 2. Baron Essendon (1903–1978), britischer Adliger und Autorennfahrer
- Lewis, Burwell Boykin (1838–1885), US-amerikanischer Rechtsanwalt und Politiker (Demokratische Partei)

###### Lewis, C
- Lewis, C. J. (* 1967), britischer Sänger und Songschreiber
- Lewis, C. S. (1898–1963), nordirischer Schriftsteller und LiteraturwissenschaftlerC. S. Lewis (1898–1963)

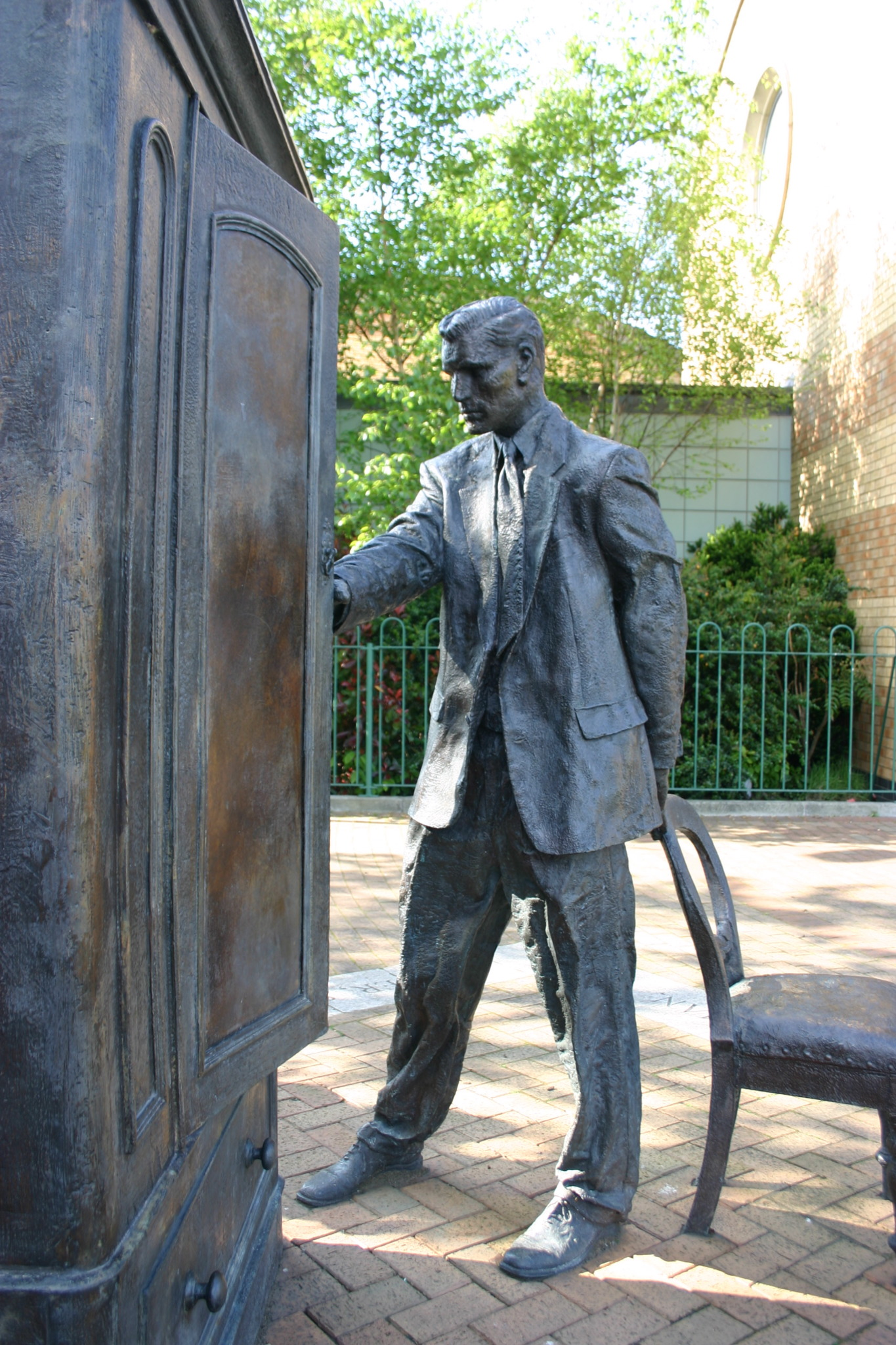
C. S. Lewis (1898–1963)

- Lewis, Carl (* 1961), US-amerikanischer Leichtathlet, Olympiasieger
- Lewis, Carol (* 1963), US-amerikanische Weitspringerin
- Lewis, Catherine, kanadische Sängerin (Sopran)
- Lewis, Cecil (1898–1997), britischer Pilot und Schriftsteller
- Lewis, Charles (* 1953), US-amerikanischer Journalist
- Lewis, Charles (* 1968), belizischer Radrennfahrer
- Lewis, Charles H. (1871–1965), US-amerikanischer Politiker
- Lewis, Charles S. (1821–1878), US-amerikanischer Politiker
- Lewis, Charlie (* 1903), US-amerikanischer Jazzmusiker
- Lewis, Charlotte (* 1967), britische SchauspielerinCharlotte Lewis (* 1967)

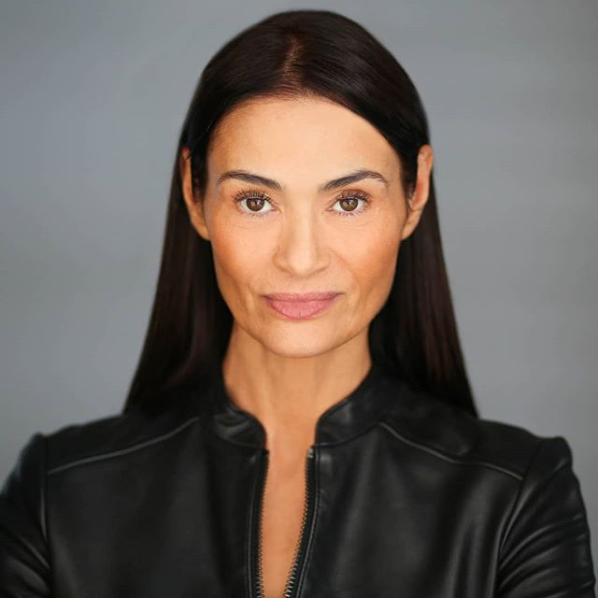
Charlotte Lewis (* 1967)

- Lewis, Chris (* 1957), neuseeländischer Tennisspieler
- Lewis, Christopher (1947–1992), kanadischer Musikwissenschaftler
- Lewis, Clarence Irving (1883–1964), US-amerikanischer Logiker und Philosoph
- Lewis, Clarke (1840–1896), US-amerikanischer Politiker
- Lewis, Clayton (* 1997), neuseeländischer Fußballspieler
- Lewis, Clive (* 1971), britischer Politiker (Labour Party), Unterhausabgeordneter
- Lewis, Colin (1882–1962), britischer Schwimmer
- Lewis, Colin (1942–2022), britischer Radrennfahrer
- Lewis, Corinth Morter, Universitätspräsidentin der University of Belize
- Lewis, Craig (* 1985), US-amerikanischer Radrennfahrer
- Lewis, Cris (* 1988), US-amerikanische Fußballtorhüterin
- Lewis, Cudjoe († 1935), Sklave in den Vereinigten Staaten und Zeitzeuge

###### Lewis, D
- Lewis, D. D. (* 1945), US-amerikanischer American-Football-Spieler
- Lewis, Daisy (* 1984), britische Schauspielerin
- Lewis, Dale (1933–1997), US-amerikanischer Ringer
- Lewis, Damaris (* 1990), US-amerikanische Schauspielerin und Model
- Lewis, Damian (* 1971), britischer SchauspielerDamian Lewis (* 1971)

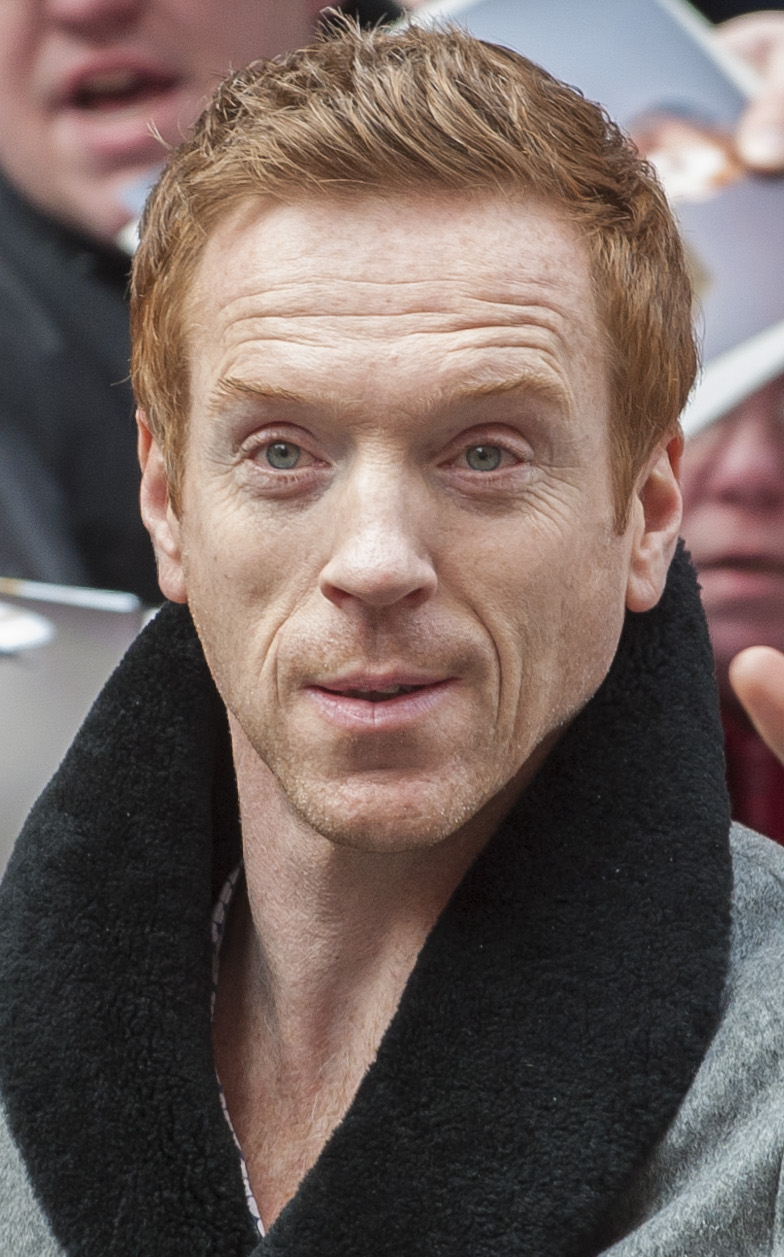
Damian Lewis (* 1971)

- Lewis, Damien, britischer Autor und Journalist
- Lewis, Damien (* 1997), US-amerikanischer American-Football-Spieler
- Lewis, Dan (1902–1965), walisischer Fußballtorhüter
- Lewis, Dan (1910–2009), britischer Genetiker und Botaniker
- Lewis, Daniel (* 1993), australischer Boxer
- Lewis, Danielle (* 1988), US-amerikanische Triathletin
- Lewis, Danny (* 1970), US-amerikanischer Basketballspieler
- Lewis, Darlene, englische Popsängerin
- Lewis, Darryll (* 1968), US-amerikanischer Footballspieler
- Lewis, Dave (* 1953), kanadischer Eishockeyspieler und -trainer
- Lewis, David (1617–1679), walisischer Jesuit, Märtyrer
- Lewis, David (1903–1987), US-amerikanischer Filmproduzent
- Lewis, David (1909–1981), kanadischer Politiker
- Lewis, David (1916–2000), US-amerikanischer Schauspieler
- Lewis, David (1939–2011), dänisch-britischer Designer
- Lewis, David (* 1942), britischer Psychologe und Publizist
- Lewis, David (* 1976), kanadischer Schauspieler
- Lewis, David E. (1915–1981), US-amerikanischer Drehbuchautor
- Lewis, David John (1869–1952), US-amerikanischer Politiker
- Lewis, David Kellogg (1941–2001), US-amerikanischer Philosoph
- Lewis, David Levering (* 1936), US-amerikanischer Historiker
- Lewis, David M. (1928–1994), britischer Altertumswissenschaftler und Professor der University of Oxford
- Lewis, David Peter (1820–1884), US-amerikanischer Politiker, Gouverneur von Alabama
- Lewis, David Thomas (1912–1983), US-amerikanischer Jurist und Politiker
- Lewis, David William (1815–1885), US-amerikanischer Jurist und konföderierter Politiker
- Lewis, Dawnn (* 1961), amerikanische Schauspielerin
- Lewis, Dean (* 1987), australischer Singer-SongwriterDean Lewis (* 1987)

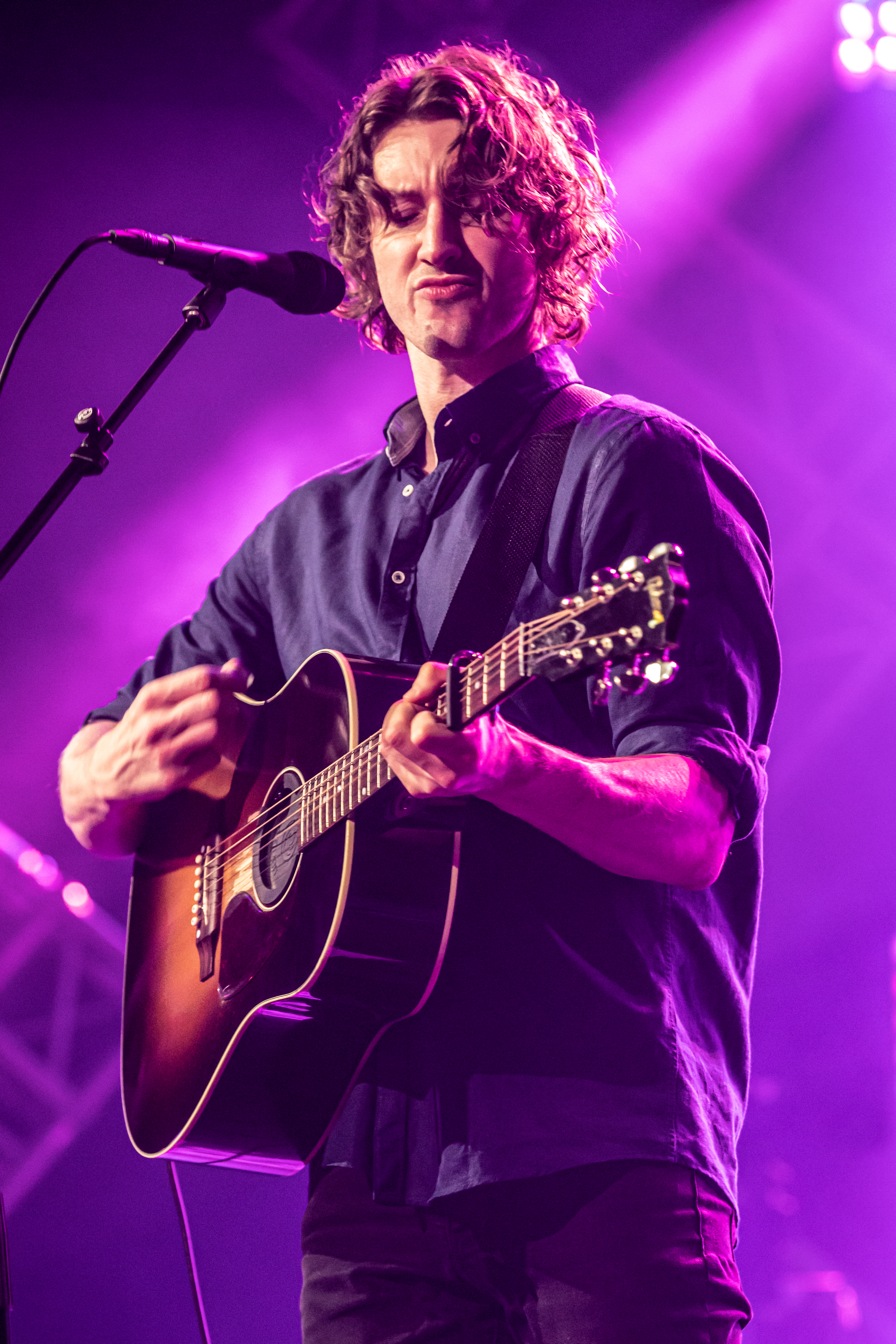
Dean Lewis (* 1987)

- Lewis, Denise (* 1972), britische Siebenkämpferin und Olympiasiegerin
- Lewis, Derek (1929–1953), englischer Fußballspieler
- Lewis, Dilwyn John David (1924–2000), britischer Modedesigner und römisch-katholischer Priester
- Lewis, Dion (* 1990), US-amerikanischer American-Football-Spieler
- Lewis, Dixon Hall (1802–1848), US-amerikanischer Politiker
- Lewis, Dominic (* 1985), britischer Filmkomponist
- Lewis, Don (1935–2006), kanadischer Theaterschauspieler und Designer
- Lewis, Donna (* 1959), walisische PopsängerinDonna Lewis (* 1959)

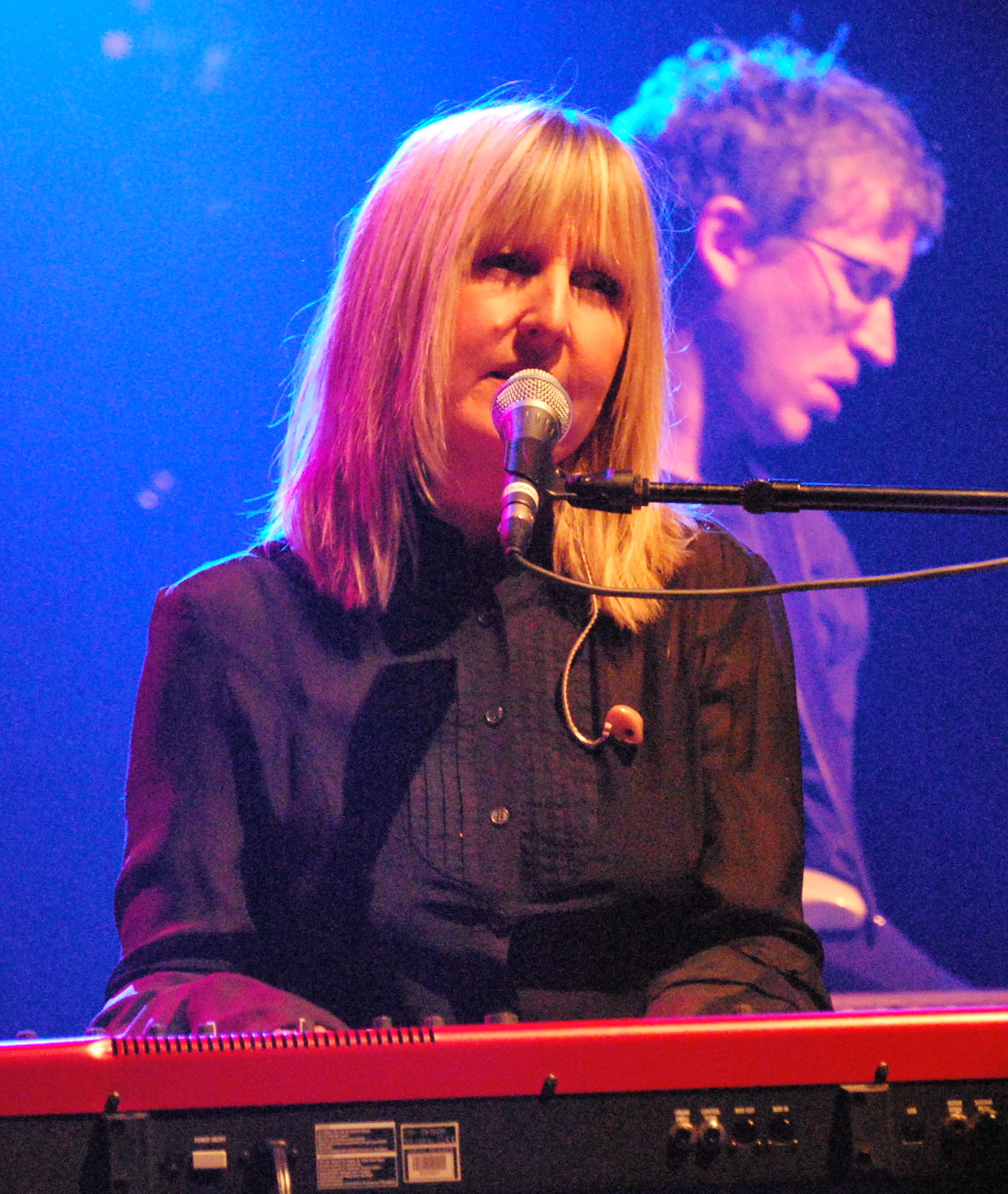
Donna Lewis (* 1959)

- Lewis, Doug (* 1964), US-amerikanischer Skirennfahrer
- Lewis, Douglas (* 1938), kanadischer Politiker

###### Lewis, E
- Lewis, Earl R. (1887–1956), US-amerikanischer Politiker (Republikanische Partei)
- Lewis, Ed (1891–1966), US-amerikanischer Ringer
- Lewis, Ed (1909–1985), US-amerikanischer Jazz-Trompeter
- Lewis, Eddie (1935–2011), englischer Fußballspieler und -trainer
- Lewis, Eddie (* 1974), US-amerikanischer Fußballspieler
- Lewis, Edmonia († 1907), US-amerikanische Bildhauerin
- Lewis, Edward (1919–2019), US-amerikanischer Filmproduzent
- Lewis, Edward B. (1918–2004), US-amerikanischer Genetiker
- Lewis, Edward Mann (1863–1949), US-amerikanischer Offizier, Generalmajor der US-Army
- Lewis, Edward T. (1834–1927), US-amerikanischer Politiker
- Lewis, Eleanor Parke Custis (1779–1852), Enkelin von Martha und George Washington
- Lewis, Elijah B. (1854–1920), US-amerikanischer Politiker
- Lewis, Elliott (1858–1935), australischer Politiker
- Lewis, Elmo (1872–1948), amerikanischer Autor
- Lewis, Eric (* 1971), US-amerikanischer Basketballschiedsrichter
- Lewis, Eric (* 1973), US-amerikanischer Jazzmusiker (Piano) und Filmkomponist
- Lewis, Ernest (1867–1930), britischer Tennisspieler
- Lewis, Ernest Gordon (1918–2006), britischer Kolonialverwalter

###### Lewis, F
- Lewis, F. John (1916–1993), US-amerikanischer Chirurg
- Lewis, Fiona (* 1946), britische Schauspielerin und Autorin
- Lewis, Flex (* 1983), walisischer Bodybuilder
- Lewis, Florence (1877–1964), US-amerikanische Mathematikerin und Hochschullehrerin
- Lewis, Forrest (1899–1977), US-amerikanischer Schauspieler
- Lewis, Francis (1713–1803), britisch-US-amerikanischer Kaufmann, einer der Gründerväter der USA
- Lewis, Frank (1912–1998), US-amerikanischer Ringer und Olympiasieger
- Lewis, Frank (* 1939), kanadischer Hörfunkmoderator, Vizegouverneur von Prince Edward Island
- Lewis, Fred Ewing (1865–1949), US-amerikanischer Politiker
- Lewis, Furry (1893–1981), US-amerikanischer Blues-Gitarrist und -Sänger

###### Lewis, G
- Lewis, Gaby (* 2001), irische Cricketspielerin
- Lewis, Garrett (1935–2013), US-amerikanischer Schauspieler, Artdirector und Szenenbildner
- Lewis, Gary (* 1958), schottischer Filmschauspieler
- Lewis, Geoffrey (1935–2015), US-amerikanischer SchauspielerGeoffrey Lewis (1935–2015)

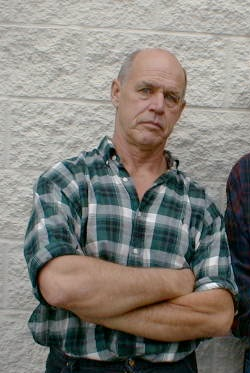
Geoffrey Lewis (1935–2015)

- Lewis, George (1900–1968), US-amerikanischer Jazz-Musiker
- Lewis, George (1917–2011), Sprinter aus Trinidad und Tobago
- Lewis, George (* 1952), US-amerikanischer Jazzposaunist und Komponist
- Lewis, George Cornewall (1806–1863), britischer Staatsmann und Gelehrter
- Lewis, George L., indischer Badmintonspieler
- Lewis, George, 1. Baronet (1833–1911), britischer Jurist
- Lewis, Geraint (* 1973), walisischer Badmintonspieler
- Lewis, Gerard J. (* 1959), britischer Wirtschaftswissenschaftler
- Lewis, Gerda (* 1992), deutsche Reality-TV-Teilnehmerin und Model
- Lewis, Gilbert Newton (1875–1946), amerikanischer Physikochemiker
- Lewis, Graceanna (1821–1912), US-amerikanische Naturforscherin, Ornithologin, Illustratorin und Abolitionistin
- Lewis, Grant (* 1985), US-amerikanischer Eishockeyspieler
- Lewis, Greg (* 1946), australischer Sprinter
- Lewis, Greg (* 1980), US-amerikanischer American-Football-Spieler
- Lewis, Gus (* 1993), US-amerikanischer Schauspieler
- Lewis, Gwyn, irische UN-Funktionärin

###### Lewis, H
- Lewis, Harold (1923–2011), US-amerikanischer Physiker
- Lewis, Harold M. (1889–1973), US-amerikanischer Stadtplaner
- Lewis, Harry (1886–1956), US-amerikanischer Boxer im Weltergewicht
- Lewis, Harry R. (* 1947), US-amerikanischer Mathematiker, Informatiker und Hochschullehrer
- Lewis, Harvey Spencer (1883–1939), US-amerikanischer Martinist und Rosenkreuzer
- Lewis, Hayley (* 1974), australische Schwimmerin
- Lewis, Hedgemon (1946–2020), US-amerikanischer Boxer
- Lewis, Henry (1819–1904), US-amerikanischer Landschafts- und Genremaler
- Lewis, Henry (1932–1996), US-amerikanischer Dirigent
- Lewis, Herbert Clyde (1909–1950), US-amerikanischer Drehbuchautor, Schriftsteller und Journalist

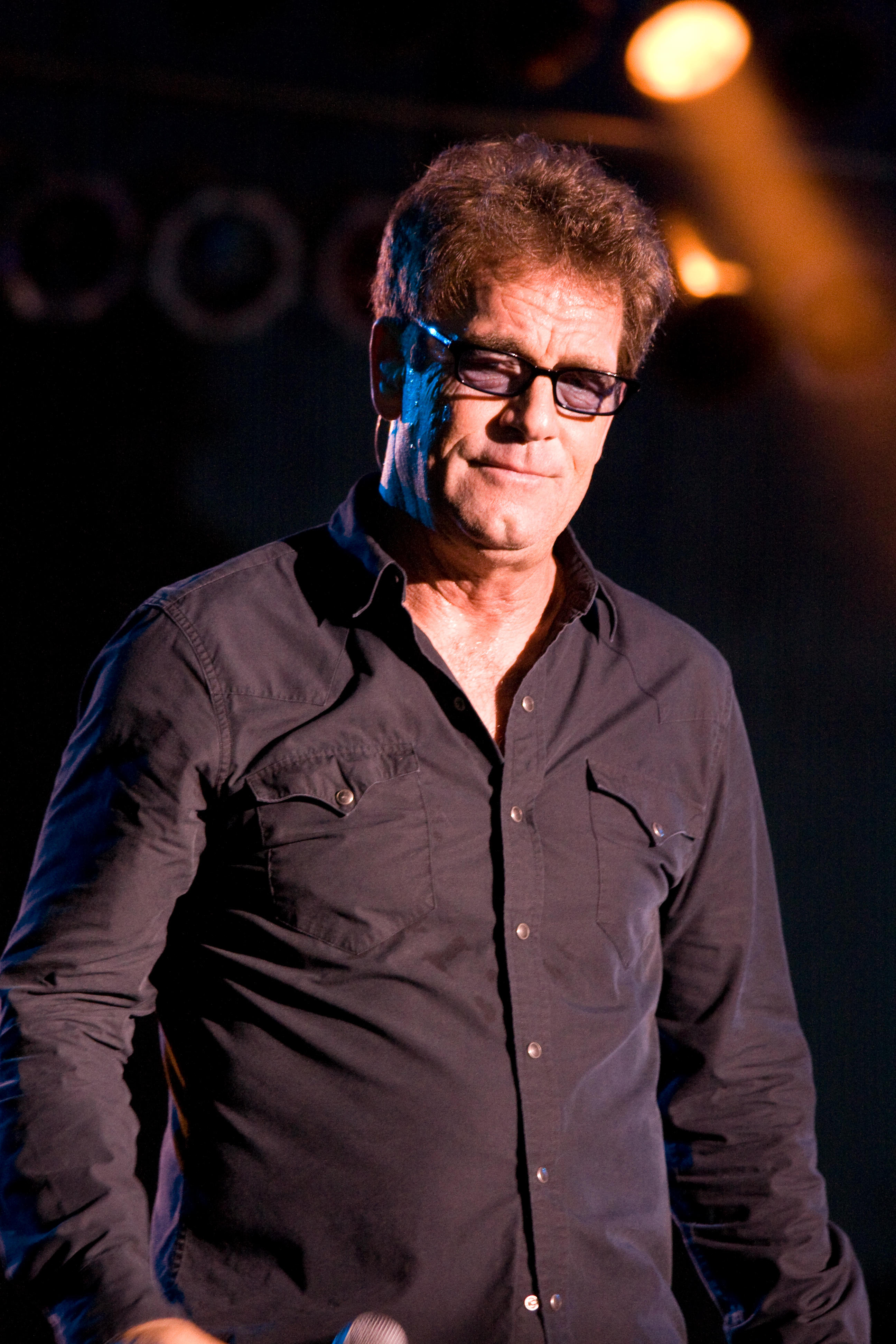
Huey Lewis (* 1950)

- Lewis, Herbie (1906–1991), kanadischer Eishockeyspieler, -trainer und -funktionär
- Lewis, Herbie (1941–2007), US-amerikanischer Jazzbassist
- Lewis, Herman (1910–2001), US-amerikanischer Tontechniker
- Lewis, Herschell Gordon (1929–2016), US-amerikanischer Filmemacher und Werbefachmann
- Lewis, Hershel, US-amerikanischer Basketballspieler
- Lewis, Hopeton (1947–2014), jamaikanischer Sänger, Komponist und Pionier des Rocksteady
- Lewis, Huey (* 1950), US-amerikanischer Rockmusiker und SchauspielerHuey Lewis (* 1950)

###### Lewis, I
- Lewis, Indy (* 2001), britische Schauspielerin
- Lewis, Irwin Albert (1921–1990), US-amerikanischer Journalist und Meinungsforscher
- Lewis, Isaac Newton (1858–1931), US-amerikanischer Soldat und Erfinder

###### Lewis, J
- Lewis, J. Hamilton (1863–1939), US-amerikanischer Oberst und Politiker
- Lewis, Jack († 2011), US-amerikanischer Musikproduzent
- Lewis, Jack (1924–2009), amerikanischer Drehbuchautor, Schriftsteller und Journalist
- Lewis, Jack, Baron Lewis of Newnham (1928–2014), englischer Chemiker
- Lewis, Jackie (* 1936), britischer Formel-1-Rennfahrer
- Lewis, Jade (* 1998), neuseeländische Tennisspielerin
- Lewis, Jamal (* 1979), US-amerikanischer American-Football-Spieler
- Lewis, Jamal (* 1998), nordirischer Fußballspieler
- Lewis, James Brandon (* 1983), US-amerikanischer Jazzmusiker
- Lewis, James C. (* 1936), US-amerikanischer Biologe, Ökologe und Naturschützer
- Lewis, James T. (1819–1904), US-amerikanischer Politiker
- Lewis, Jamie (* 1991), walisischer Dartspieler
- Lewis, Jane (* 1950), britische Soziologin und Sozialpolitikerin
- Lewis, Janet (1899–1998), US-amerikanische Schriftstellerin
- Lewis, Jared (* 1982), vincentischer Leichtathlet
- Lewis, Jaren (* 1996), US-amerikanischer Basketballspieler
- Lewis, Jarma (1931–1985), US-amerikanische Schauspielerin
- Lewis, Jason (* 1955), US-amerikanischer Politiker
- Lewis, Jason (* 1967), britischer Abenteurer
- Lewis, Jason (* 1971), US-amerikanischer Schauspieler und Fotomodell
- Lewis, Jazsmin (* 1976), US-amerikanische Schauspielerin
- Lewis, Jeffrey (* 1975), US-amerikanischer Singer-Songwriter, Comic-Zeichner und Teil der Anti-Folk-Bewegung
- Lewis, Jenifer (* 1957), US-amerikanische Schauspielerin und Sängerin
- Lewis, Jenny (* 1976), US-amerikanische Schauspielerin und Singer-Songwriterin
- Lewis, Jenny M. (* 1960), australische Politikwissenschaftlerin
- Lewis, Jerry (1926–2017), US-amerikanischer Entertainer, Produzent, Schauspieler und SängerJerry Lewis (1926–2017)

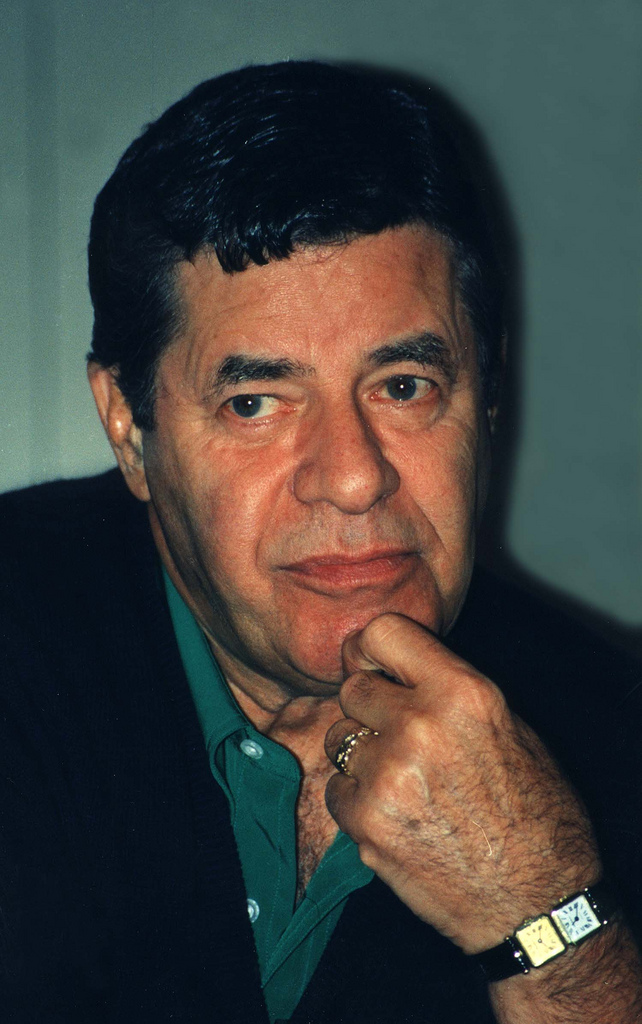
Jerry Lewis (1926–2017)

- Lewis, Jerry (1934–2021), US-amerikanischer Politiker (Republikanische Partei)
- Lewis, Jerry Lee (1935–2022), US-amerikanischer Rock-’n’-Roll-Pionier
- Lewis, Jim (1927–2011), englischer Fußballspieler
- Lewis, Jimmy (1918–2000), US-amerikanischer Jazzmusiker
- Lewis, Jimmy Baby Face, US-amerikanischer R&B-Musiker
- Lewis, Joanna (* 1963), australische Geigerin und Komponistin
- Lewis, Joe (* 1937), britischer Unternehmer
- Lewis, Joe (1944–2012), US-amerikanischer Kampfkünstler, Kampfsportler und Schauspieler
- Lewis, Joe (* 1987), englischer Fußballtorhüter
- Lewis, Joe E. (1902–1971), US-amerikanischer Sänger, Schauspieler und Komiker
- Lewis, John (1920–2001), US-amerikanischer Jazz-Musiker (Pianist und Komponist)
- Lewis, John (1940–2020), US-amerikanischer Politiker (Demokratische Partei), Bürgerrechtler und AutorJohn Lewis (1940–2020)

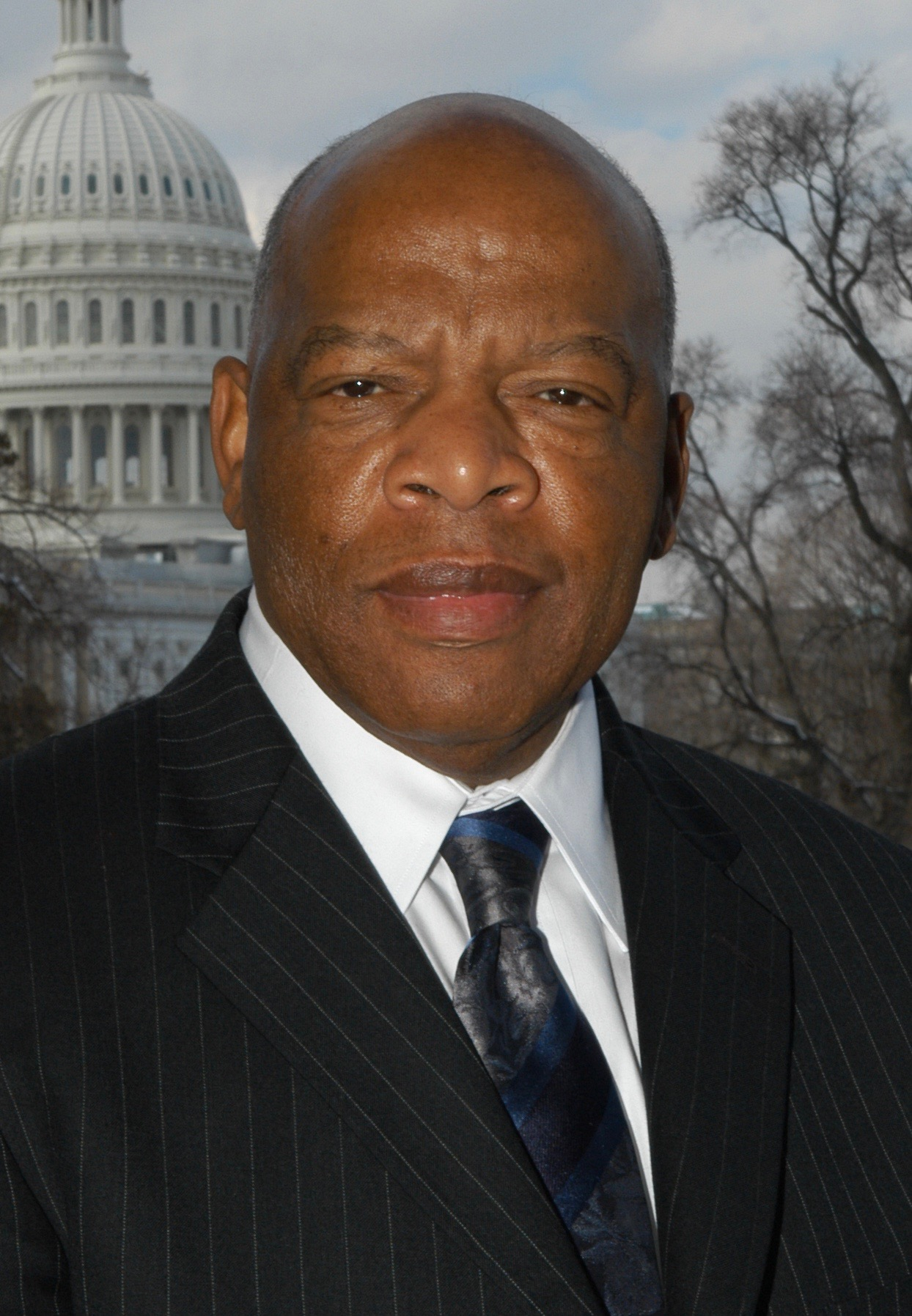
John Lewis (1940–2020)

- Lewis, John F. (1818–1895), US-amerikanischer Politiker (Republikanische Partei)
- Lewis, John Frederick (1805–1876), britischer Maler
- Lewis, John H. (1830–1929), US-amerikanischer Politiker
- Lewis, John Henry (1914–1974), US-amerikanischer Boxer
- Lewis, John L. (1807–1871), US-amerikanischer Politiker
- Lewis, John L. (1880–1969), US-amerikanischer Gewerkschafter
- Lewis, John S. (* 1941), US-amerikanischer Hochschullehrer, Professor für Planetologie an der University of Arizona (Lunar and Planetary Laboratory)
- Lewis, John Trevor (1932–2004), britischer Mathematiker und Physiker
- Lewis, John W. (1841–1913), US-amerikanischer Politiker
- Lewis, John Wood (1801–1865), US-amerikanischer Politiker
- Lewis, Johnie (1908–1992), US-amerikanischer Bluesmusiker
- Lewis, Johnnie (1946–2015), liberianischer Jurist
- Lewis, Johnny (* 1944), australischer Boxtrainer
- Lewis, Johnny (1983–2012), US-amerikanisch-kanadischer SchauspielerJohnny Lewis (1983–2012)

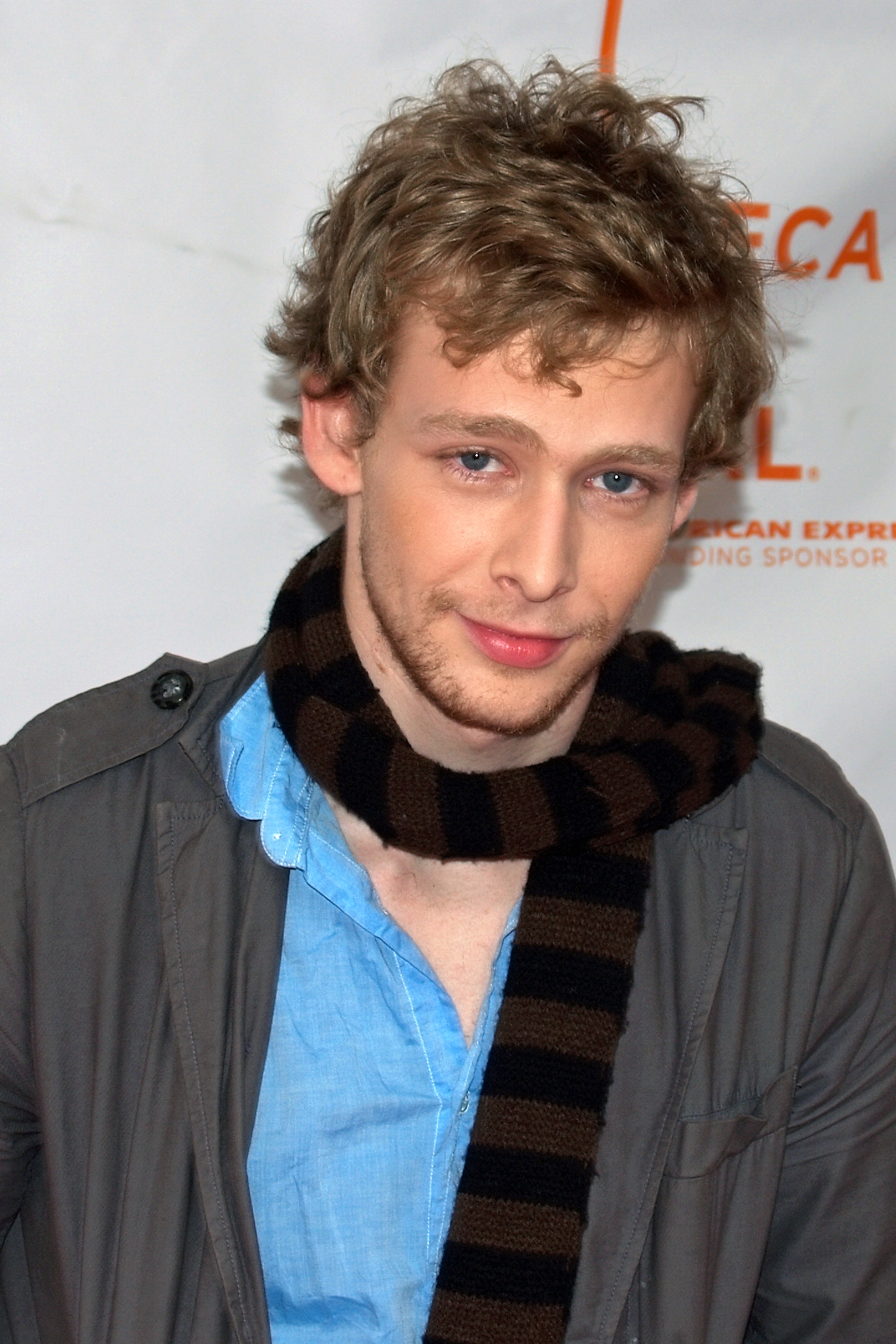
Johnny Lewis (1983–2012)

- Lewis, Joseph (1889–1968), US-amerikanischer Freidenker
- Lewis, Joseph (* 1992), deutsch-britischer Eishockeyspieler
- Lewis, Joseph H. (1907–2000), US-amerikanischer Film- und Fernsehregisseur
- Lewis, Joseph Horace (1824–1904), US-amerikanischer Jurist und Politiker
- Lewis, Joseph junior (1772–1834), US-amerikanischer Politiker
- Lewis, Judah (* 2001), US-amerikanischer Kinderdarsteller
- Lewis, Judy (1935–2011), US-amerikanische Schauspielerin, Autorin und Psychotherapeutin
- Lewis, Juliette (* 1973), US-amerikanische SchauspielerinJuliette Lewis (* 1973)

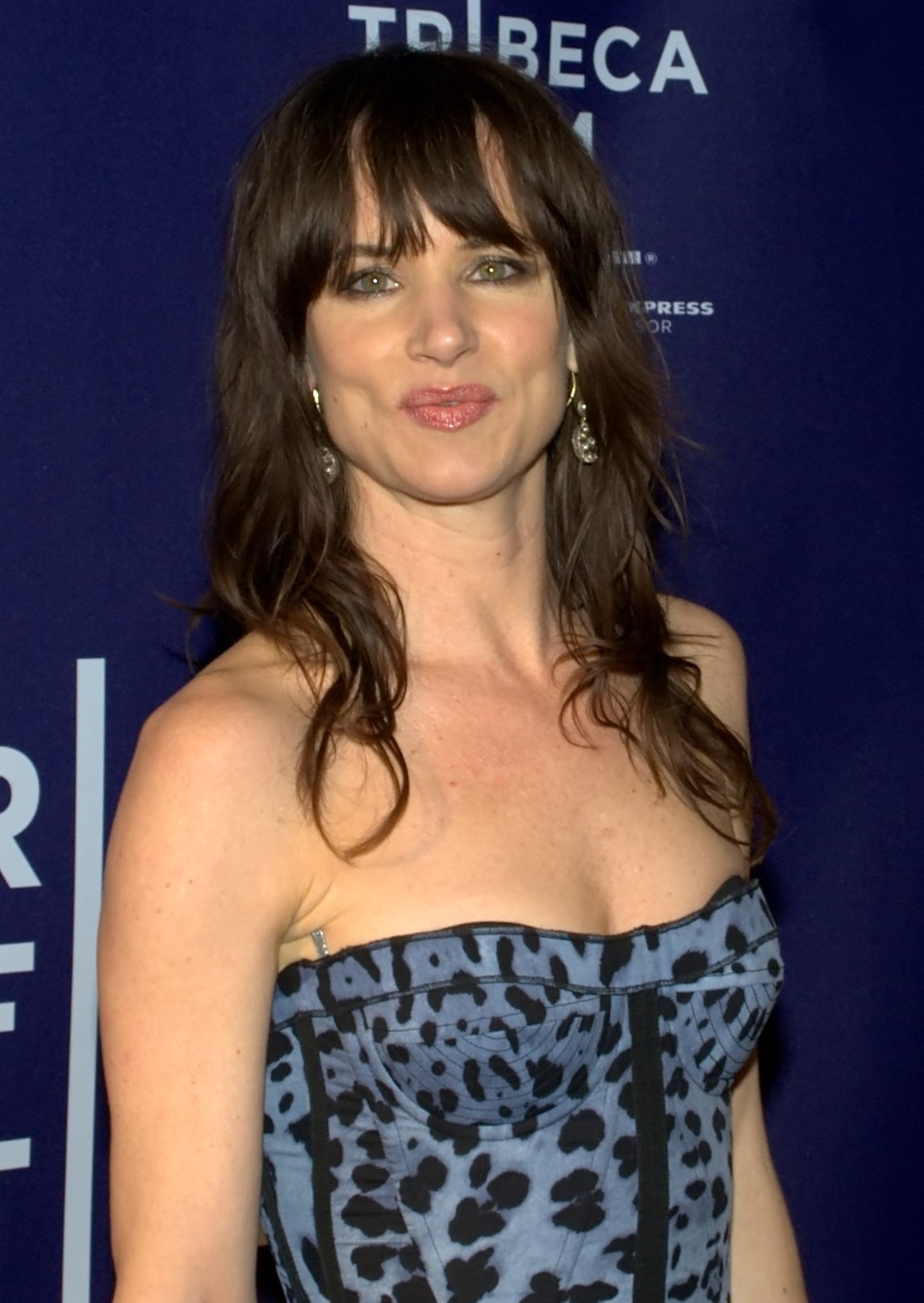
Juliette Lewis (* 1973)

###### Lewis, K
- Lewis, Keenan (* 1986), US-amerikanischer American-Football-Spieler
- Lewis, Kelsey (1995–2024), US-amerikanische Schauspielerin
- Lewis, Kenneth (* 1947), US-amerikanischer Manager
- Lewis, Kenny Lee (* 1954), US-amerikanischer Rockmusiker
- Lewis, Kevin, britischer Politiker (Jersey)
- Lewis, Kevin (* 1940), englischer Fußballspieler
- Lewis, Kira (* 2001), US-amerikanischer Basketballspieler
- Lewis, Kristin (* 1975), amerikanische Opernsängerin

###### Lewis, L
- Lewis, Laddie (* 1915), guyanischer Radrennfahrer
- Lewis, Larnell (* 1984), kanadischer Fusionmusiker (Schlagzeug, Komposition)
- Lewis, Lawrence (1879–1943), US-amerikanischer Politiker
- Lewis, Leah (* 1996), amerikanische Schauspielerin
- Lewis, Lennox (* 1965), britischer Boxer
- Lewis, Leona (* 1985), britische Sängerin, Songwriterin, Schauspielerin und Tierrechts-Aktivistin
- Lewis, Leslie (1924–1986), britischer Sprinter
- Lewis, Lew (1955–2021), britischer Rocksänger und Musiker
- Lewis, Lincoln (* 1987), australischer Schauspieler
- Lewis, Linda (1950–2023), britische Singer-Songwriterin
- Lewis, Lionel (* 1982), singapurischer Fußballspieler
- Lewis, Lowell (* 1952), montserratischer Politiker und ehemaliger Chief Minister von Montserrat
- Lewis, Luca (* 2001), US-amerikanischer Fußballtorwart
- Lewis, Lunchmoney (* 1988), US-amerikanischer Sänger, Songwriter und Rapper

###### Lewis, M
- Lewis, Mansel (1845–1931), walisischer Maler des Spätimpressionismus
- Lewis, Marcedes (* 1984), US-amerikanischer Footballspieler
- Lewis, Marcia (1938–2010), US-amerikanische Schauspielerin
- Lewis, Mark A. (* 1962), kanadischer Mathematiker
- Lewis, Martyn (* 1982), walisischer Badmintonspieler
- Lewis, Mary (* 1960), US-amerikanische Judoka
- Lewis, Matthew (* 1989), britischer SchauspielerMatthew Lewis (* 1989)

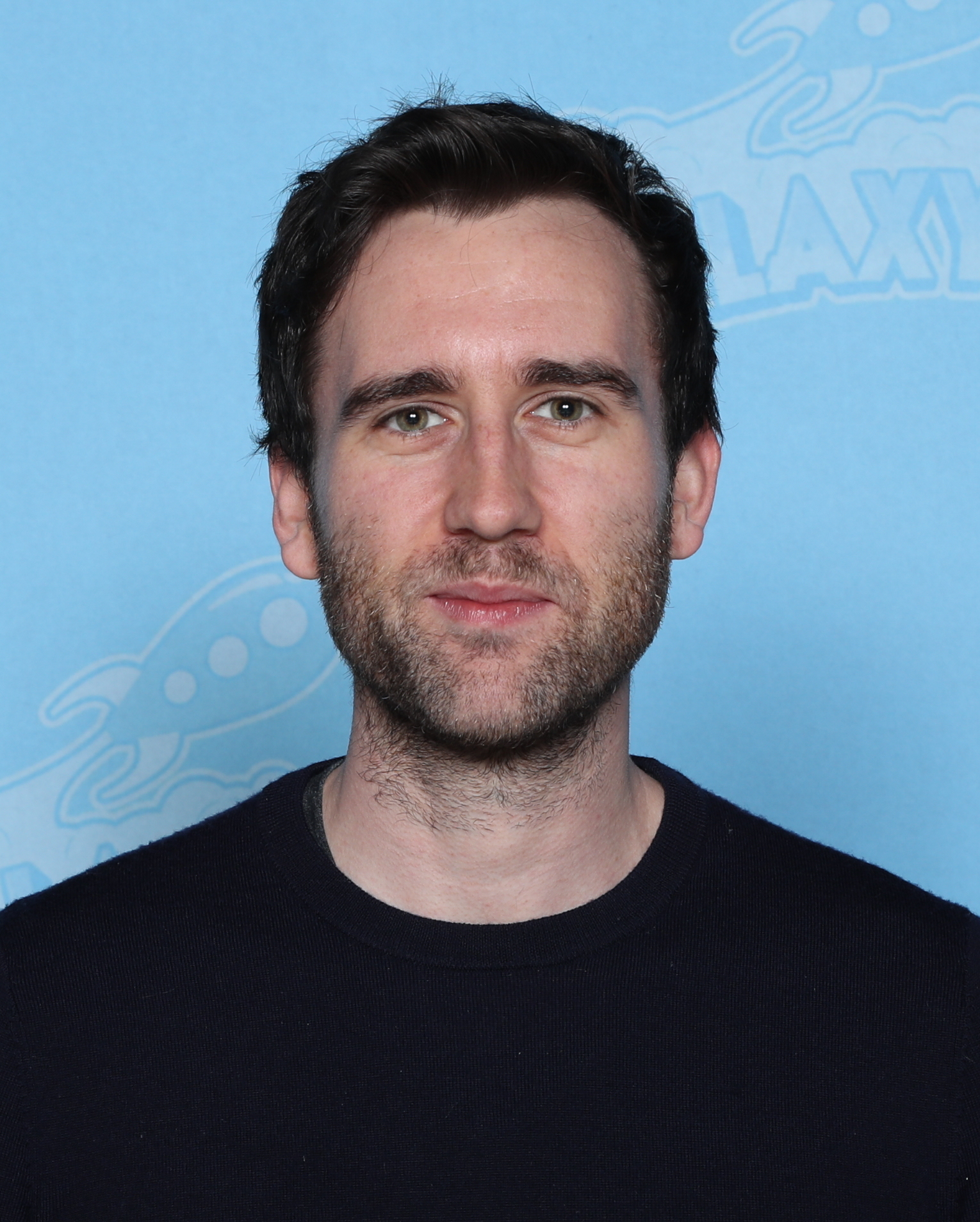
Matthew Lewis (* 1989)

- Lewis, Matthew (* 1990), australischer Fußballspieler
- Lewis, Matthew Gregory (1775–1818), britischer Schriftsteller und Bühnenautor
- Lewis, Maud (1903–1970), kanadische VolkskünstlerinMaud Lewis (1903–1970)

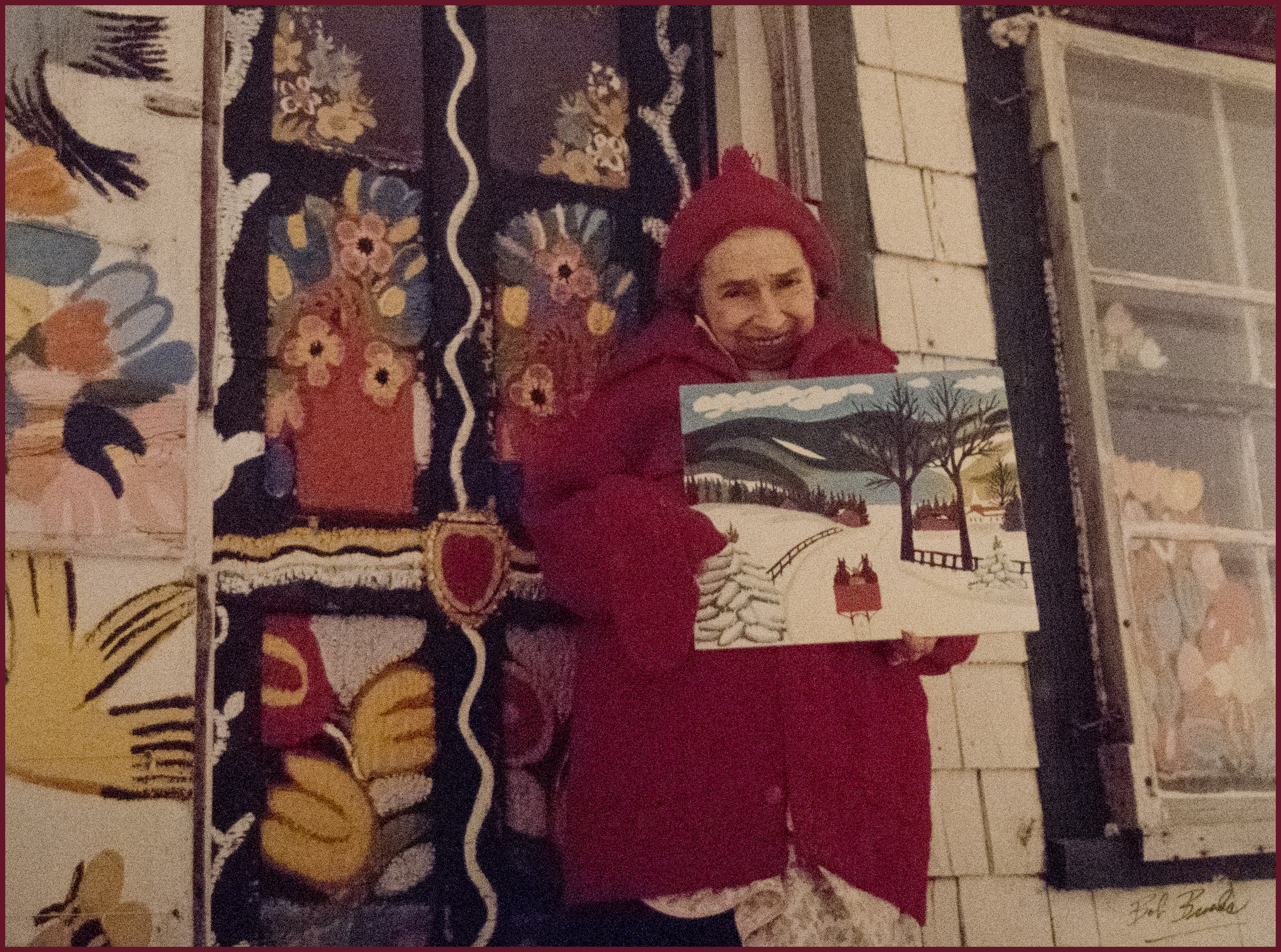
Maud Lewis (1903–1970)

- Lewis, Meade Lux (1905–1964), US-amerikanischer Jazz-Musiker
- Lewis, Mechelle (* 1980), US-amerikanische Sprinterin
- Lewis, Mel (1929–1990), US-amerikanischer Jazz-Schlagzeuger
- Lewis, Meriwether (1774–1809), amerikanischer Soldat und Entdecker, Mitglied der Lewis-und-Clark-Expedition
- Lewis, Merton E. (1861–1937), US-amerikanischer Jurist und Politiker
- Lewis, Mervin (* 2000), Fußballspieler von St. Kitts und Nevis
- Lewis, Michael (1890–1970), britischer Marinehistoriker
- Lewis, Michael (* 1959), US-amerikanischer Autorennfahrer
- Lewis, Michael (* 1960), US-amerikanischer Publizist und Wirtschaftsjournalist
- Lewis, Michael (* 1967), belizischer Straßenradrennfahrer
- Lewis, Michael (* 1990), US-amerikanischer Automobilrennfahrer
- Lewis, Michael J. (* 1939), britischer Komponist und Filmkomponist
- Lewis, Michael J. (* 1957), US-amerikanischer Architekturhistoriker und Kritiker
- Lewis, Michael Shawn (* 1971), amerikanischstämmiger Musicalsänger
- Lewis, Mike (* 1981), kanadischer Ruderer
- Lewis, Mildred (1920–2019), US-amerikanische Filmproduzentin und Drehbuchautorin
- Lewis, Mitchell (1880–1956), US-amerikanischer Schauspieler
- Lewis, MK, amerikanischer Schauspieler, Regisseur, Autor und Schauspiellehrer
- Lewis, Monica (1922–2015), US-amerikanische Sängerin und Filmschauspielerin
- Lewis, Morgan (1754–1844), US-amerikanischer Jurist, Politiker und General
- Lewis, Moses E. (1854–1951), US-amerikanischer Politiker
- Lewis, Myra Gale (* 1944), US-amerikanische Autorin

###### Lewis, N
- Lewis, Noah (1895–1961), US-amerikanischer Musiker
- Lewis, Norman (1908–2003), britischer Schriftsteller

###### Lewis, O
- Lewis, Olivia (* 1978), maltesische Sängerin
- Lewis, Omari (* 2001), Sprinter aus Trinidad und Tobago
- Lewis, Oscar (1914–1970), US-amerikanischer Anthropologe
- Lewis, Oswald (* 1944), indischer Geistlicher, emeritierter römisch-katholischer Bischof von Jaipur

###### Lewis, P
- Lewis, Panama (1945–2020), US-amerikanischer Boxtrainer
- Lewis, Patrick (* 1991), US-amerikanischer American-Football-Spieler
- Lewis, Paul (* 1972), britischer Pianist
- Lewis, Paul Snowden (* 1966), australischer Hockeyspieler
- Lewis, Peter (1942–2017), australischer Politiker (Liberal Party / Parteiloser), Sprecher des South Australian House of Assembly
- Lewis, Peter (* 1990), australischer Bahnradsportler
- Lewis, Phil (* 1949), britischer Mittelstreckenläufer
- Lewis, Phill (* 1968), US-amerikanischer Schauspieler und ModeratorPhill Lewis (* 1968)

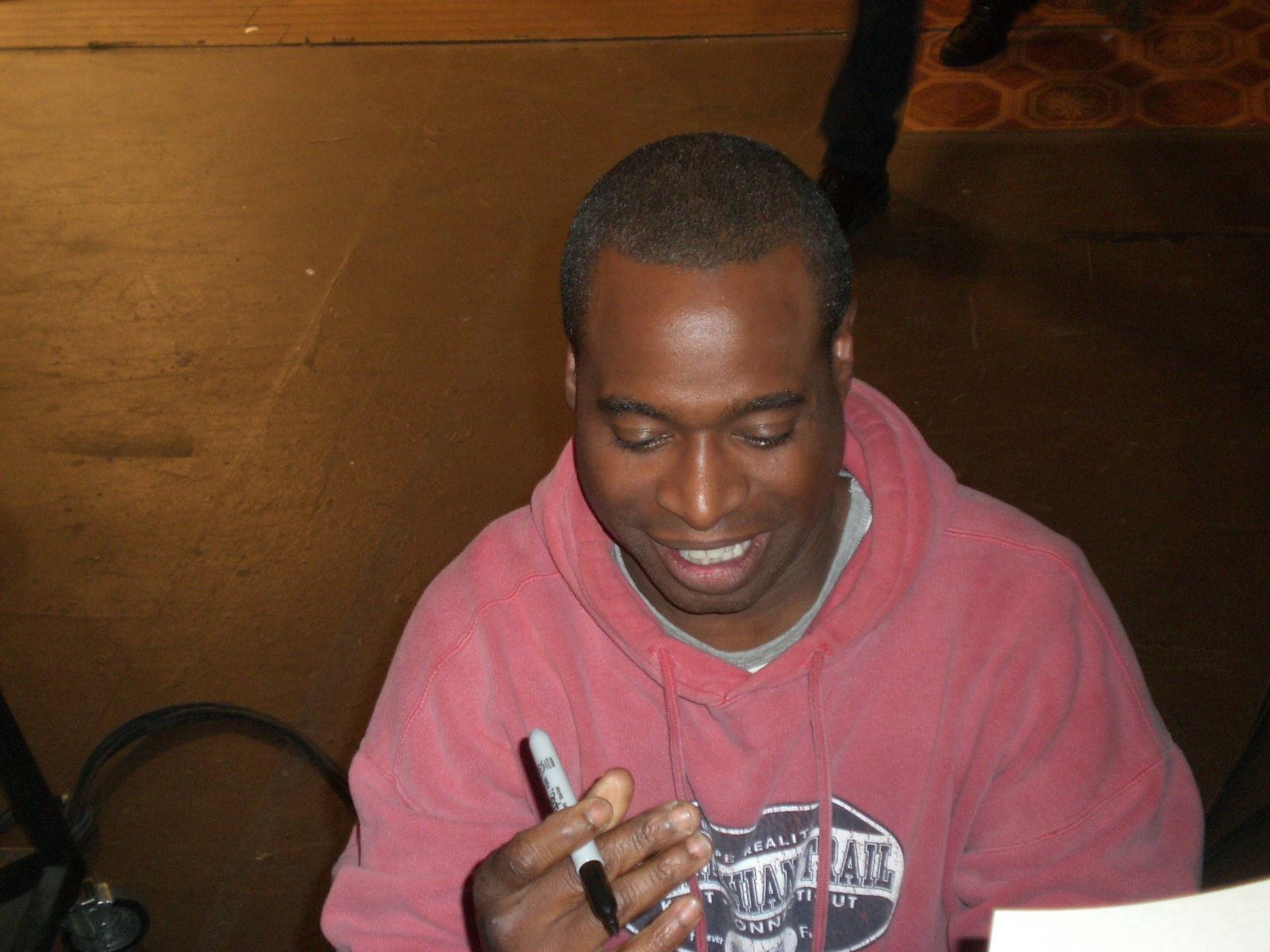
Phill Lewis (* 1968)

###### Lewis, R
- Lewis, R. W. B. (1917–2002), amerikanischer Literaturwissenschaftler
- Lewis, Ralph (1872–1937), US-amerikanischer Schauspieler
- Lewis, Ramsey (1935–2022), US-amerikanischer Jazz-Musiker
- Lewis, Randy (* 1959), US-amerikanischer Ringer
- Lewis, Rashard (* 1979), US-amerikanischer Basketballspieler
- Lewis, Rawle D., US-amerikanischer Schauspieler
- Lewis, Ray (1910–2003), kanadischer Sprinter
- Lewis, Ray (* 1975), US-amerikanischer American-Football-Spieler
- Lewis, Reg (1920–1997), englischer Fußballspieler
- Lewis, Reg (1936–2021), US-amerikanischer Bodybuilder und Schauspieler
- Lewis, Regene, britische Kryptoanalytikerin
- Lewis, Reggie (1965–1993), US-amerikanischer Basketballspieler
- Lewis, Richard (1920–2009), US-amerikanischer Fernsehproduzent
- Lewis, Richard (1943–2020), britischer Theologe; Bischof von St. Edmundsbury und Ipswich
- Lewis, Richard (1947–2024), US-amerikanischer Schauspieler und KomikerRichard Lewis (1947–2024)

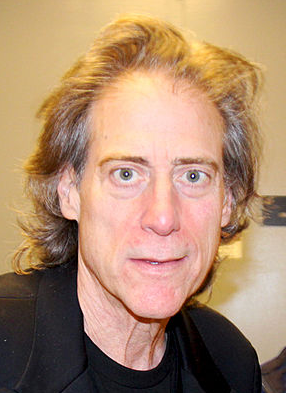
Richard Lewis (1947–2024)

- Lewis, Rico (* 2004), englischer Fußballspieler
- Lewis, Robert (1900–1964), US-amerikanischer Schlagzeuger (Basstrommel)
- Lewis, Robert (1909–1997), US-amerikanischer Schauspieler, Regisseur, Schauspiellehrer, Autor und Mitgründer des Actors Studio
- Lewis, Robert Fieldmore (1947–2001), US-amerikanischer Strafgefangener
- Lewis, Robert G. (1916–2011), amerikanischer Fotograf, Buchautor und Herausgeber
- Lewis, Robert Jacob (1864–1933), US-amerikanischer Politiker
- Lewis, Robert S. (1856–1956), US-amerikanischer Politiker
- Lewis, Roger (1912–1987), US-amerikanischer Manager
- Lewis, Ron (* 1946), US-amerikanischer Politiker
- Lewis, Ronald (1928–1982), walisischer Schauspieler bei Bühne, Film und Fernsehen
- Lewis, Roy (1913–1996), britischer Schriftsteller und Journalist
- Lewis, Rudolph (1887–1933), südafrikanischer Radrennfahrer
- Lewis, Rudy (1936–1964), US-amerikanischer R&B-Sänger
- Lewis, Russell (1908–1961), US-amerikanischer Choreograf
- Lewis, Russell (* 1963), englischer Drehbuchautor
- Lewis, Ryan (* 1988), US-amerikanischer Musiker und MusikproduzentRyan Lewis (* 1988)

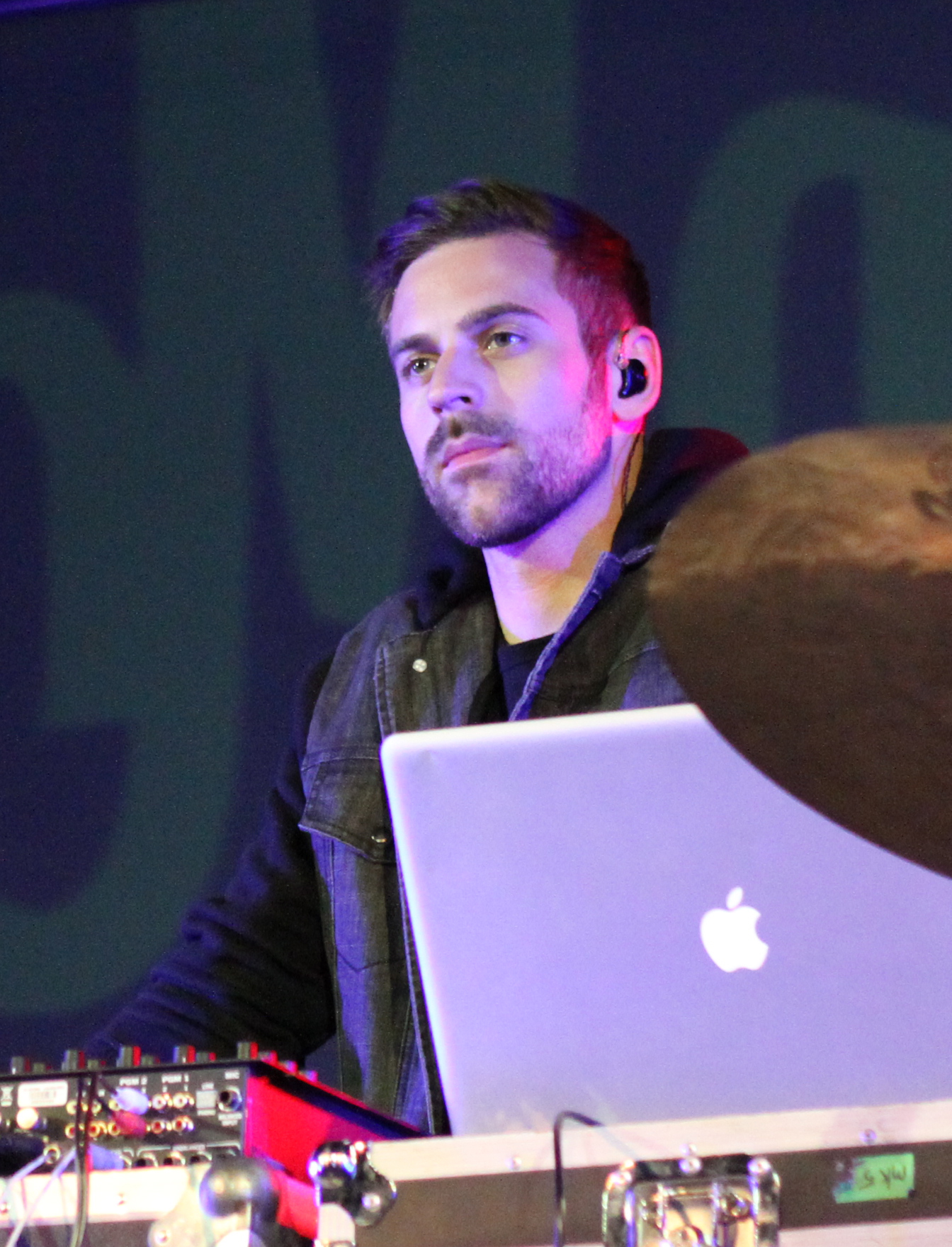
Ryan Lewis (* 1988)

###### Lewis, S
- Lewis, Sabby (1914–1994), US-amerikanischer Jazzmusiker und Bandleader
- Lewis, Sagan (1953–2016), US-amerikanische Schauspielerin
- Lewis, Sam M. (1885–1959), US-amerikanischer Songtexter
- Lewis, Samuel S. (1874–1959), US-amerikanischer Politiker
- Lewis, Sarah (* 1964), britische Skirennläuferin und Sportfunktionärin
- Lewis, Saunders (1893–1985), walisischer Politiker (Plaid Cymru), Dramatiker, Dichter, Literaturkritiker, Akademiker und Historiker
- Lewis, Shane (* 1967), US-amerikanischer Automobilrennfahrer
- Lewis, Shane (1973–2021), australischer Schwimmer
- Lewis, Shari (1933–1998), US-amerikanische Puppenspielerin und Bauchrednerin
- Lewis, Shaznay (* 1975), britische SängerinShaznay Lewis (* 1975)

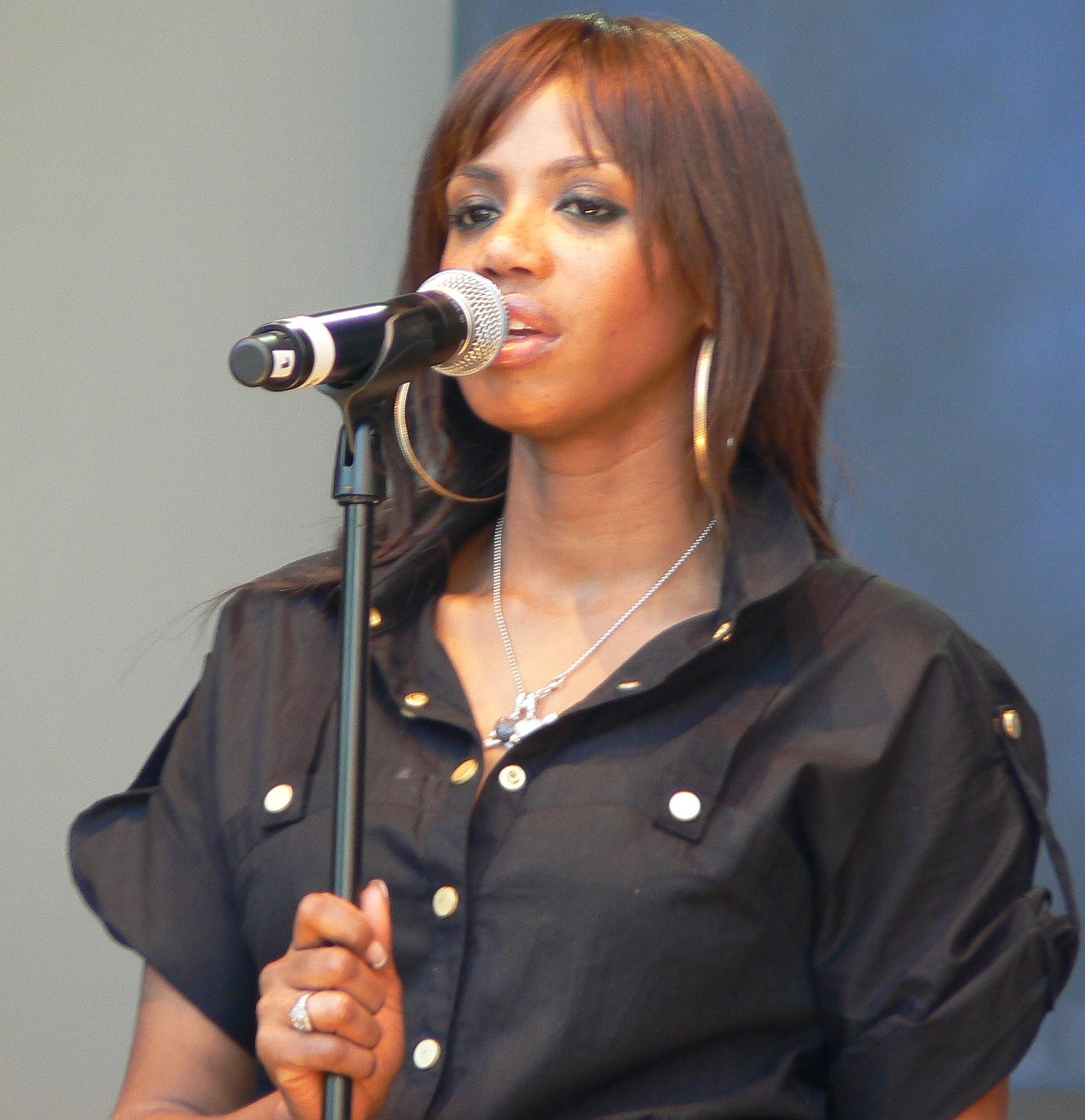
Shaznay Lewis (* 1975)

- Lewis, Sinclair (1885–1951), amerikanischer Schriftsteller
- Lewis, Smiley (1913–1966), US-amerikanischer Blues- und R&B-Sänger
- Lewis, Sophie, deutsch-britische Autorin
- Lewis, Sophie (* 2002), britische Radrennfahrerin
- Lewis, Stephen (1926–2015), britischer Schauspieler, Comedian, Regisseur und Drehbuchautor
- Lewis, Stephen (* 1937), kanadischer Politiker und Diplomat
- Lewis, Steve (1896–1941), US-amerikanischer Jazzmusiker und Komponist
- Lewis, Steve (* 1969), US-amerikanischer Sprinter und Olympiasieger
- Lewis, Steven (* 1986), britischer Stabhochspringer
- Lewis, Stuart (* 1965), Vorstandsmitglied der Deutsche Bank AG

###### Lewis, T
- Lewis, Tamsin (* 1979), britische Triathletin
- Lewis, Tamsyn (* 1978), australische Mittelstreckenläuferin
- Lewis, Ted (1890–1971), US-amerikanischer Jazz- und Pop-Sänger, Schauspieler und Bigband-Leader
- Lewis, Ted (1894–1970), britischer Boxer
- Lewis, Ted (1940–1982), britischer Schriftsteller
- Lewis, Teresa (1969–2010), US-amerikanische Frau, wegen Mordes an ihrem Ehemann und ihrem Stiefsohn zum Tode verurteilt
- Lewis, Terry, US-amerikanische Rollstuhltennisspielerin
- Lewis, Terry Steven (* 1956), US-amerikanischer Produzent und Songwriter
- Lewis, Texas Jim (1909–1990), US-amerikanischer Countrymusiker
- Lewis, Thomas (1881–1945), britischer Kardiologe
- Lewis, Thomas Arthur (1881–1923), britischer Politiker der Liberal Party, Unterhausabgeordneter
- Lewis, Thomas junior, US-amerikanischer Politiker
- Lewis, Timothy Richards (1841–1886), britischer Mediziner
- Lewis, Toby (* 1989), britischer Pokerspieler
- Lewis, Tom (1924–2003), US-amerikanischer Politiker
- Lewis, Tom (* 1991), englischer Golfer der European Tour
- Lewis, Torrie (* 2005), australische Sprinterin
- Lewis, Trevor (* 1987), US-amerikanischer Eishockeyspieler
- Lewis, Trevor Oswin (1935–2015), britischer Kommunalpolitiker (parteilos)
- Lewis, Trey (* 1992), US-amerikanischer Basketballspieler

###### Lewis, V
- Lewis, Vach († 1908), US-amerikanischer Mafioso
- Lewis, Vaughan (* 1940), lucianischer Politiker und Premierminister (1996–1997)
- Lewis, Vera (1873–1956), US-amerikanische Schauspielerin
- Lewis, Vic (1919–2009), britischer Jazzmusiker und Bandleader
- Lewis, Vicki (* 1960), US-amerikanische SchauspielerinVicki Lewis (* 1960)

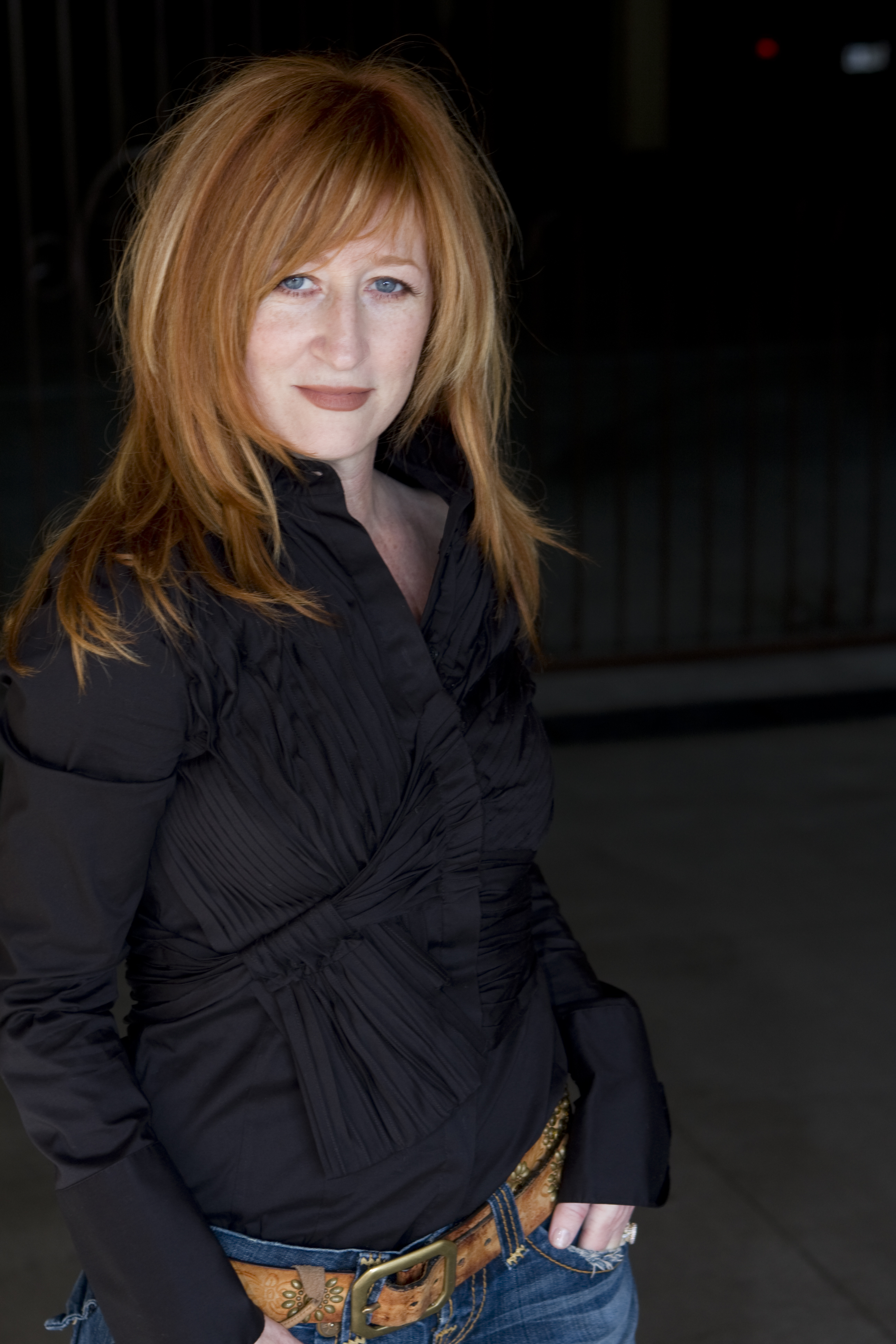
Vicki Lewis (* 1960)

- Lewis, Victor (* 1950), US-amerikanischer Jazz-Schlagzeuger

###### Lewis, W
- Lewis, W. Arthur (1915–1991), britischer Nobelpreisträger und Ökonom
- Lewis, Walter (1885–1956), kanadischer Ruderer
- Lewis, Warren (1882–1975), US-amerikanischer Chemiker
- Lewis, Warren (1895–1973), irischer Schriftsteller und Offizier
- Lewis, Warren H. (1870–1964), US-amerikanischer Embryologe und Zellbiologe
- Lewis, Wilfrid Bennett (1908–1987), kanadischer Kernphysiker
- Lewis, William, englischer Fußballtrainer
- Lewis, William († 1781), englischer Chemiker
- Lewis, William (1787–1870), englischer Schachspieler, Autor und Organisator
- Lewis, William (1868–1959), US-amerikanischer Politiker
- Lewis, William (1885–1956), britischer Chemiker
- Lewis, William B. († 1884), US-amerikanischer Geschäftsmann und Politiker
- Lewis, William Dodge (1870–1960), US-amerikanischer Pädagoge, Herausgeber und Schriftsteller
- Lewis, William J. (1766–1828), US-amerikanischer Politiker
- Lewis, Willie (1905–1971), US-amerikanischer Jazzmusiker (Klarinettist, Altsaxophonist, Arrangeur und Bandleader)
- Lewis, Winford Lee (1878–1943), US-amerikanischer Chemiker
- Lewis, Wyndham (1882–1957), britischer Schriftsteller und MalerWyndham Lewis (1882–1957)

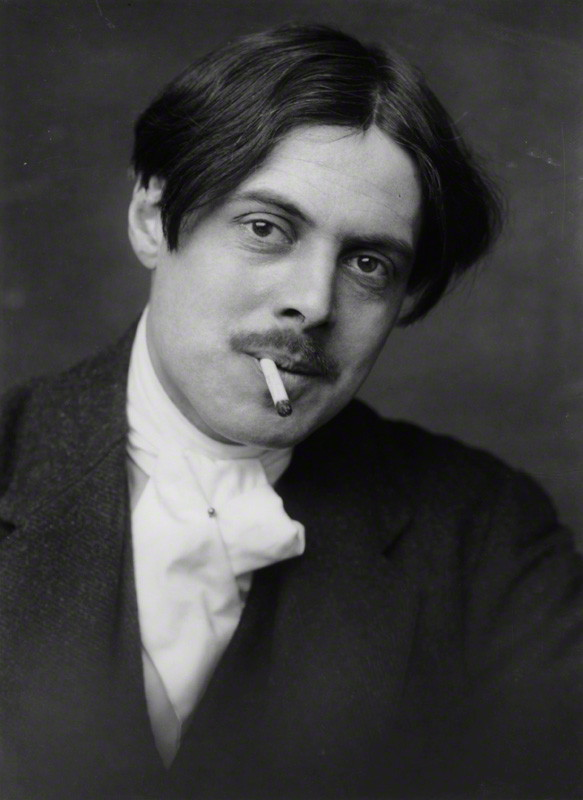
Wyndham Lewis (1882–1957)

###### Lewis, Y
- Lewis, Yvette (* 1985), US-amerikanische Dreispringerin und Hürdenläuferin

##### Lewis-

###### Lewis-E
- Lewis-Evans, Stuart (1930–1958), britischer Formel-1-Rennfahrer

###### Lewis-F
- Lewis-Francis, Mark (* 1982), britischer Leichtathlet

###### Lewis-H
- Lewis-Hill, Ada (1844–1906), englische Amateurmusikerin und Stifterin

###### Lewis-R
- Lewis-Roberts, Eifion (* 1981), walisischer Rugbyspieler

###### Lewis-S
- Lewis-Skelly, Myles (* 2006), englischer FußballspielerMyles Lewis-Skelly (* 2006)

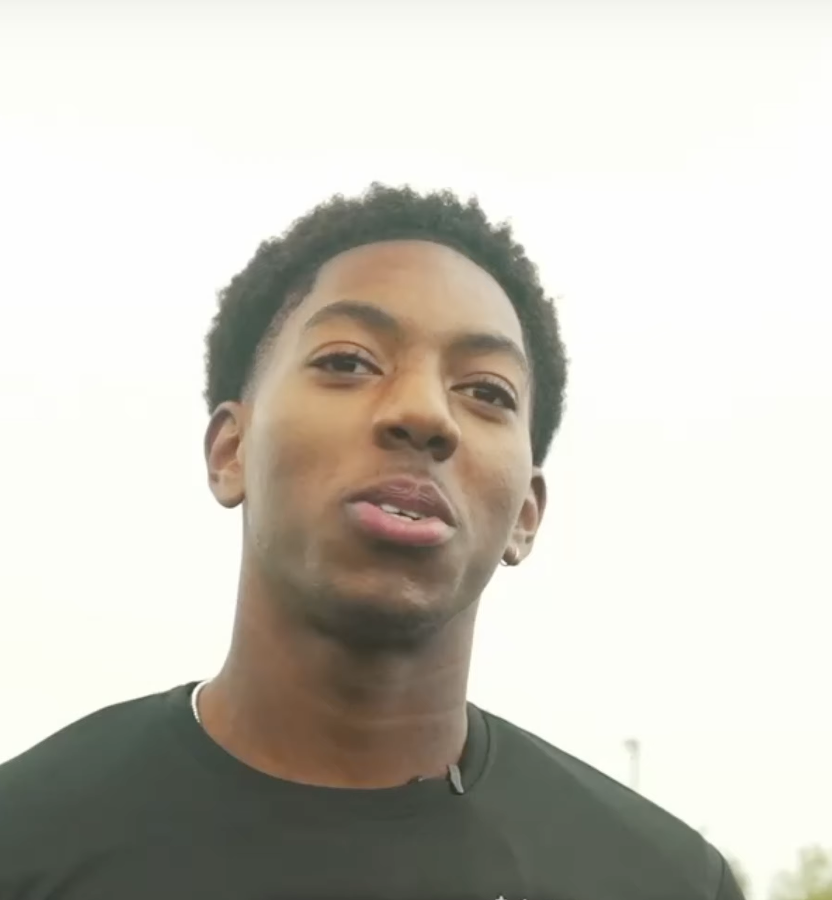
Myles Lewis-Skelly (* 2006)

- Lewis-Smallwood, Gia (* 1979), US-amerikanische Diskuswerferin

##### Lewisc
- Lewisch, Peter (* 1963), österreichischer Rechtswissenschaftler

##### Lewiso
- Lewisohn, Ludwig (1882–1955), US-amerikanischer Schriftsteller
- Lewisohn, Mark (* 1958), britischer Schriftsteller und Beatles-Experte
- Lewisohn, Richard (1875–1961), deutsch-US-amerikanischer Mediziner
- Lewisohn, Samuel (1809–1872), deutscher Kaufmann
- Lewison, Jaren (* 2000), US-amerikanischer Filmschauspieler

##### Lewiss
- Lewissohn, Adolf (1852–1927), deutsch-jüdischer Kaufmann

##### Lewist
- Lewiston, Dennis C. (1934–2014), britischer Kameramann mit sporadischen Ausflügen in das Regiefach

#### Lewit
- Lewit, Aba (1923–2020), polnisch-österreichischer Holocaust-Überlebender des KZ Mauthausen und Holocaust-Zeitzeuge
- Lewit, Karel (1916–2014), tschechischer Neurologe
- Lewit, Solomon Grigorjewitsch (1894–1938), sowjetischer Genetiker
- Lewit, Wassili (* 1988), kasachischer Boxer
- Lewitan, Boris Moissejewitsch (1914–2004), russischer Mathematiker
- Lewitan, Ilana (* 1961), deutsche Malerin
- Lewitan, Isaak Iljitsch (1860–1900), russischer Maler des Realismus
- Lewitan, Jefim Iossifowitsch (1915–2007), russischer Architekt
- Lewitan, Juri Borissowitsch (1914–1983), sowjetischer Radiosprecher
- Lewitan, Louis (* 1955), französischer Management-Berater, Autor und Kolumnist
- Lewites, Herty (1939–2006), nicaraguanischer Politiker der Sandinistas
- Lewitin, Igor Jewgenjewitsch (* 1952), russischer Politiker
- Lewitin, Juri Abramowitsch (1912–1993), russischer Komponist
- Lewitsch, Arno (1900–1970), deutsch-amerikanischer Jazz- und Unterhaltungsmusiker
- Lewitsch, Sula, deutsche Pianistin und (Film)-Komponistin
- Lewitscharoff, Sibylle (1954–2023), deutsche SchriftstellerinSibylle Lewitscharoff (1954–2023)

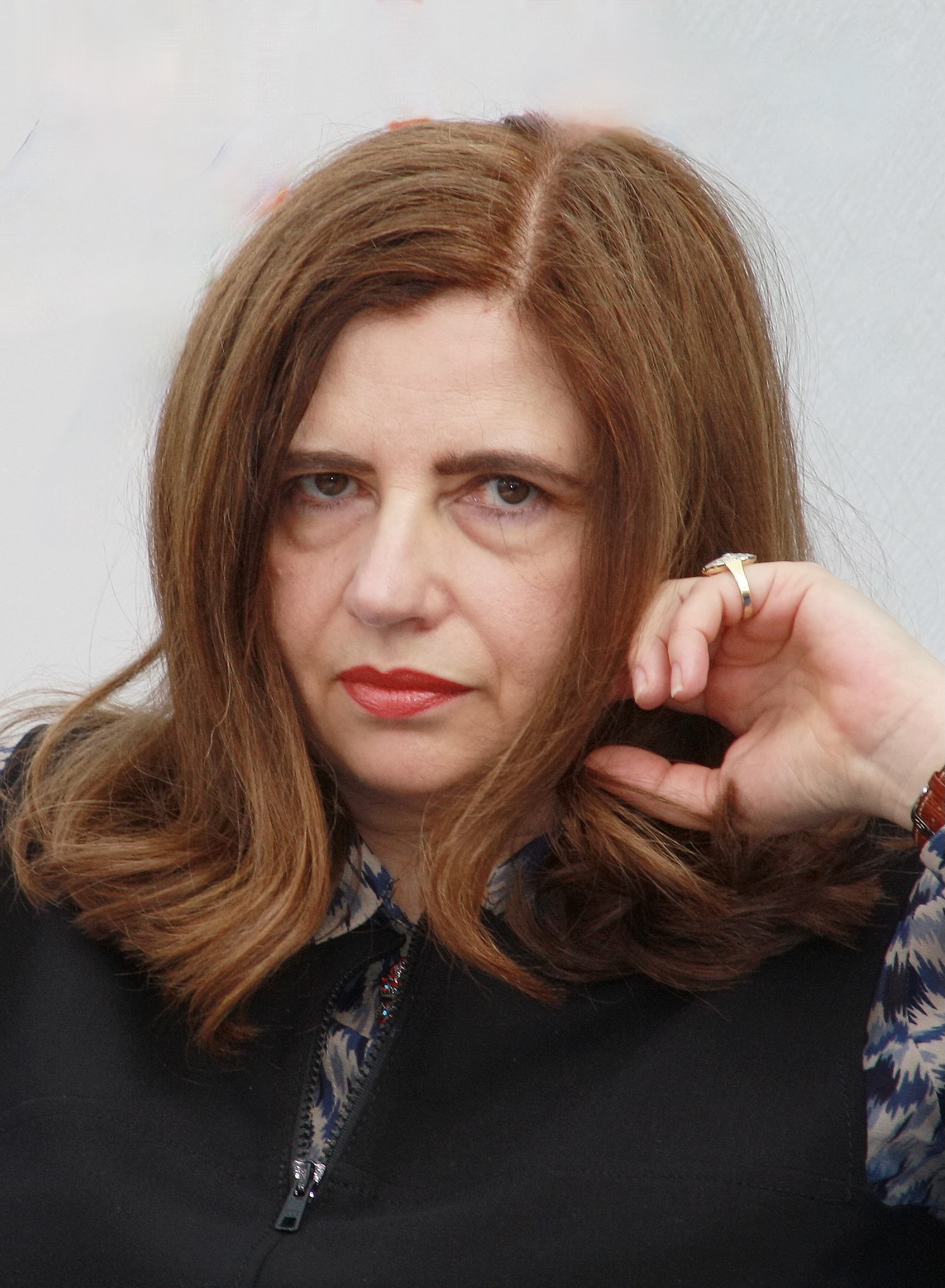
Sibylle Lewitscharoff (1954–2023)

- Lewitschew, Nikolai Wladimirowitsch (* 1953), russischer Politiker
- Lewitska, Sonia (1874–1937), ukrainische Malerin, in Frankreich tätig
- Lewitskaja, Lija Sergejewna (1931–2009), sowjetische bzw. russische Turkologin
- Lewitski, Stepan Michailowitsch (1876–1924), russischer Schachspieler
- Lewitt, Jan (1907–1991), polnisch-britischer Grafiker, Illustrator, Plakatkünstler, Maler und Designer
- Lewitt, Moritz (1863–1936), deutscher Schachspieler und -komponist
- Lewitt, Paul (1895–1983), deutscher Schauspieler und Regisseur
- LeWitt, Sol (1928–2007), US-amerikanischer Künstler
- Lewitzka, Ute (* 1972), deutsche Psychiaterin und Hochschullehrerin
- Lewitzky, Bella (1913–2004), US-amerikanische Tänzerin und Choreografin

#### Lewiz
- Lewizki, Dmitri Gawrilowitsch (1873–1935), russischer Bergbauingenieur
- Lewizki, Dmitri Grigorjewitsch (1735–1822), russischer Maler
- Lewizki, Sergei Lwowitsch (1819–1898), russischer Fotograf

### Lewk
- Lewknor, Thomas († 1484), englischer Ritter
- Lewkowa, Anastassija (* 1986), ukrainische Journalistin, Autorin und Kulturmanagerin
- Lewkowitz, Albert (1883–1954), deutscher Rabbiner
- Lewkowitz, Julius (1876–1943), deutscher Rabbiner
- Lewkowska, Ksenija (* 1989), ukrainische Triathletin

### Lewn
- Lewnikow, Kirill Nikolajewitsch (* 1984), russischer Fußballschiedsrichter

### Lewo
- Lewon, Marc (* 1972), deutscher Musiker und Musikhistoriker, Spezialist für die Musik des Mittelalters und der Renaissance
- Lewontin, Richard (1929–2021), US-amerikanischer Evolutionsbiologe und Genetiker

### Lewr
- Lewrenz, Herbert (1919–2004), deutscher Psychiater, Verkehrsmediziner und Hochschullehrer

### Lews
- Lewschin, Platon (1737–1812), russisch-orthodoxer Metropolit
- Lewsey, Josh (* 1976), englischer Rugby-Union-Spieler
- Lewski, Wassil (1840–1873), bulgarischer Nationalheld und Revolutionär

### Lewt
- Lewton, Val (1904–1951), US-amerikanischer Filmproduzent
- Lewtschenko, Anatoli Semjonowitsch (1941–1988), sowjetischer Kosmonaut
- Lewtschenko, Anna (* 1963), ukrainische Schauspielerin und Synchronsprecherin
- Lewtschenko, Artem (* 1999), ukrainischer Kugelstoßer
- Lewtschenko, Jewhenija (* 1994), ukrainische Handballspielerin
- Lewtschenko, Julija (* 1997), ukrainische HochspringerinJulija Lewtschenko (* 1997)

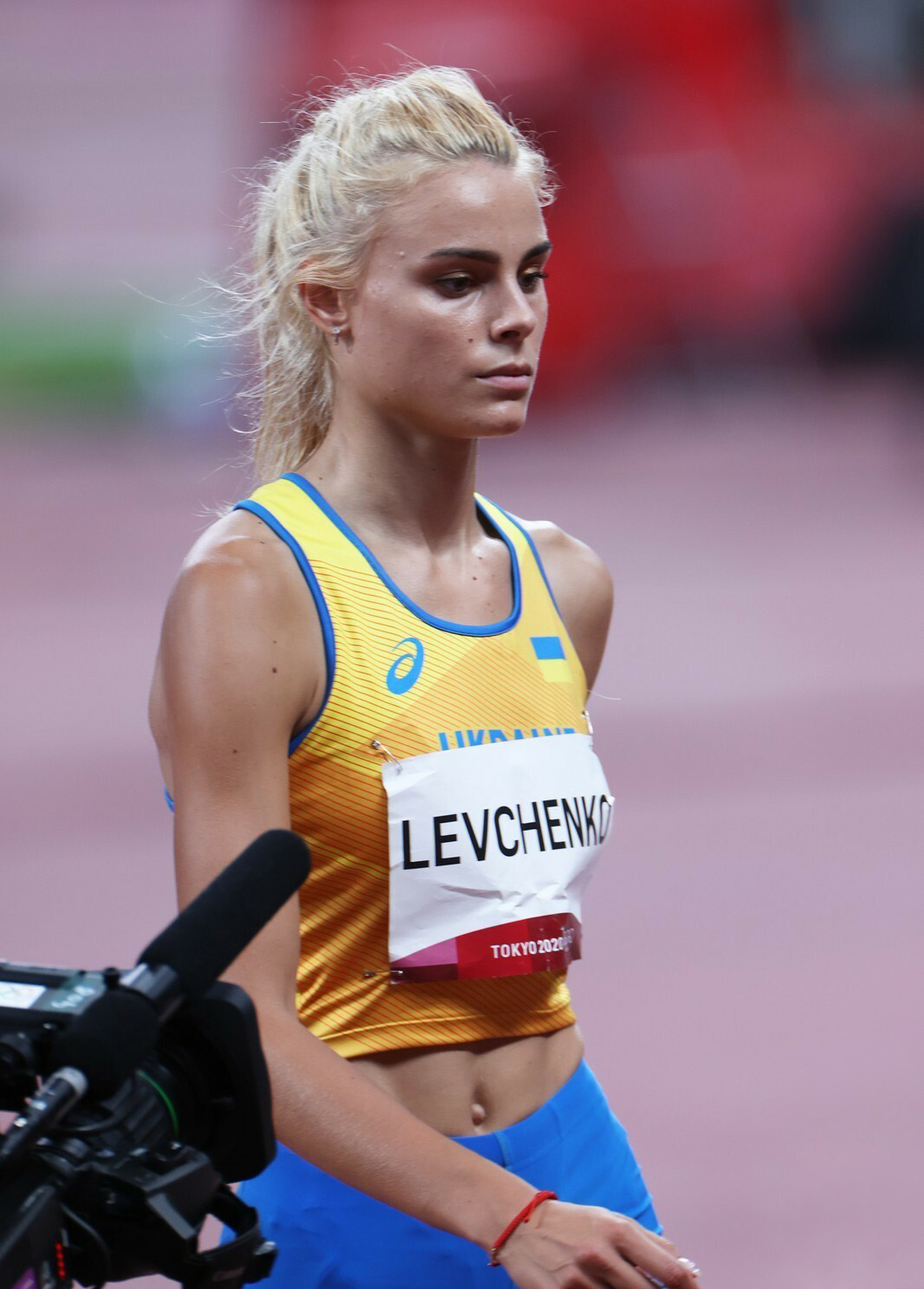
Julija Lewtschenko (* 1997)

- Lewtschenko, Petro (1856–1917), ukrainischer Maler
- Lewtschew, Ljubomir (1935–2019), bulgarischer Autor und Politiker
- Lewty, Marjorie (1906–2002), britische Autorin

### Lewy
- Lewy, Eduard Constantin (1796–1846), Hornist sowie Professor am Wiener Konservatorium
- Lewy, Ernst (1881–1966), deutsch-irischer Sprachforscher
- Lewy, Friedrich H. (1885–1950), deutsch-amerikanischer Neurologe, Psychiater und NeuropathologeFriedrich H. Lewy (1885–1950)

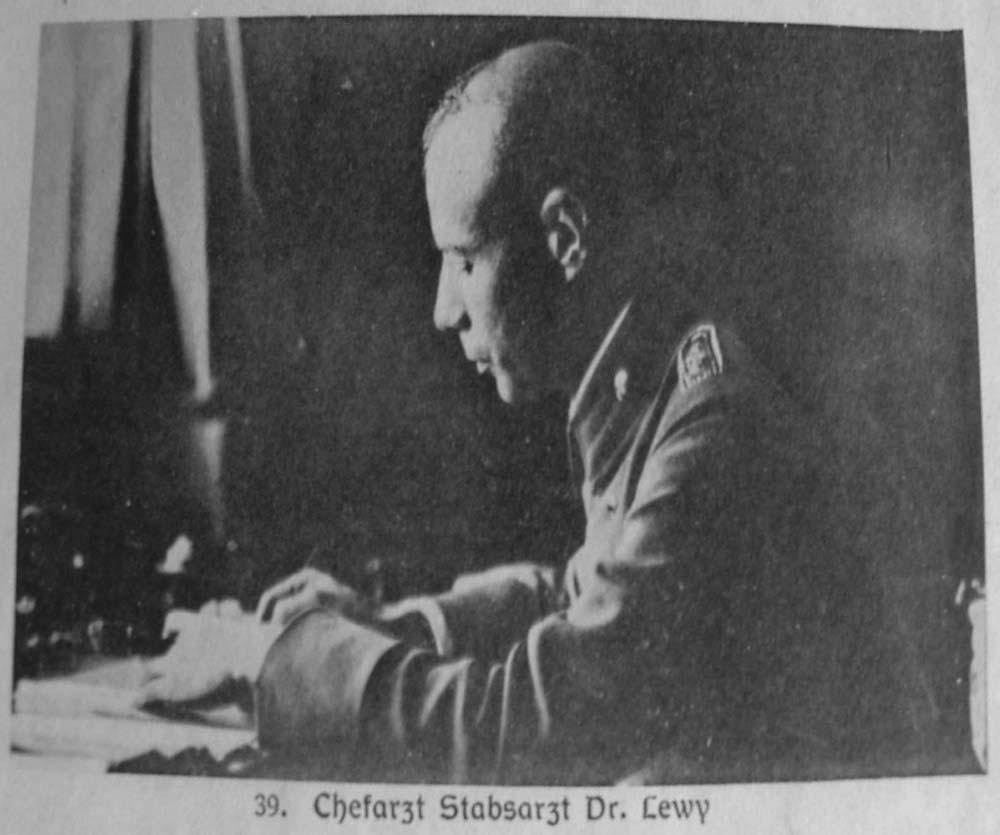
Friedrich H. Lewy (1885–1950)

- Lewy, Fritz (1893–1950), deutsch-amerikanischer Bühnenbildner und Grafiker
- Lewy, Guenter (* 1923), deutsch-amerikanischer Politikwissenschaftler
- Lewy, Hans (1896–1942), deutscher Automobilrennfahrer
- Lewy, Hans (1904–1988), deutschstämmiger Mathematiker
- Lewy, Heinrich (* 1863), deutscher Klassischer Philologe und Gymnasiallehrer
- Lewy, Henry (1926–2006), deutsch-amerikanischer Toningenieur
- Lewy, Hildegard (1903–1969), deutsch-amerikanische Assyriologin, Physikerin und Hochschullehrerin
- Lewy, Israel (1841–1917), deutsch-jüdischer Gelehrter
- Lewy, Josef Rudolf (1802–1881), französisch-sächsischer Musiker (Ventilhorn, Bratsche)
- Lewy, Julius (1895–1963), deutsch-amerikanischer Assyriologe und Semitist
- Lewy, Kurt (1898–1963), deutsch-belgischer Maler
- Lewy, Max (1885–1920), deutscher Medailleur
- Lewy, Melanie (1823–1856), Harfenistin
- Lewy, Mordechay (* 1948), israelischer Diplomat
- Lewy, Richard (1827–1883), österreichischer Musiker (Waldhorn), Opernregisseur und Gesangslehrer
- Lewy, Walter (1905–1995), deutsch-brasilianischer Künstler
- Lewy, Wilhelm (1876–1949), deutscher Rabbiner und Zionist
- Lewy, Yohanan (1901–1945), deutscher Altphilologe
- Lewy-Boulet, Magdalena (* 1973), US-amerikanische Marathonläuferin polnischer Herkunft
- Lewycka, Marina (* 1946), britische Autorin
- Lewyha, Ruslan (* 1983), ukrainischer Fußballspieler
- Lewyn, Lewis (1891–1969), US-amerikanischer Filmproduzent, Filmregisseur und Drehbuchautor
- Lewynskyj, Iwan (1851–1919), ukrainischer Architekt, Lehrer und Unternehmer
- Lewys Preston, Peter (* 1990), deutscher Schauspieler und SängerPeter Lewys Preston (* 1990)

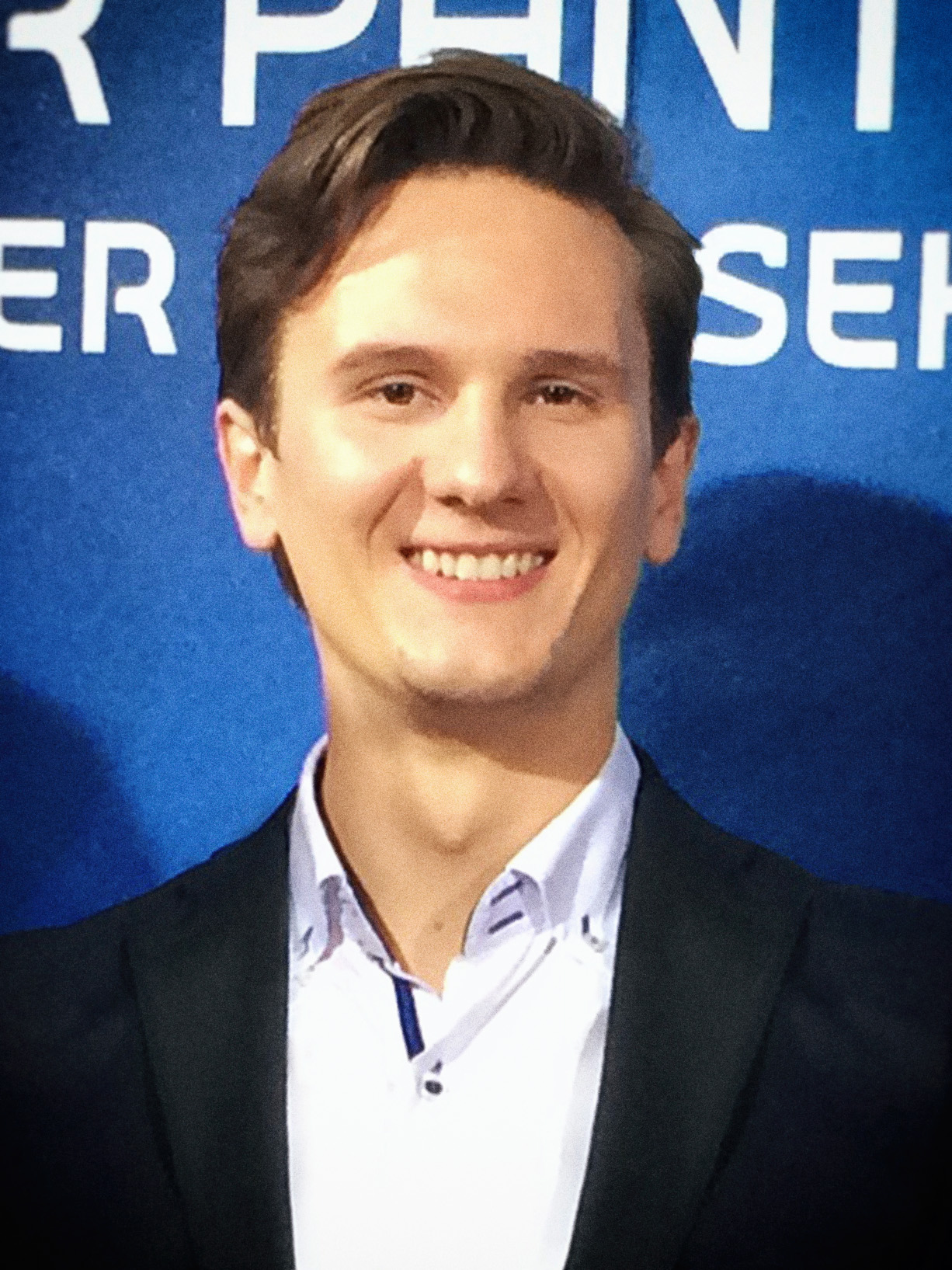
Peter Lewys Preston (* 1990)

- Lewysohn, Ludwig (1819–1901), deutscher Rabbiner und Historiker
- Lewytzkyj, Borys (1915–1984), deutscher Sowjetologe und Publizist
- Lewyzkyj, Kost (1859–1941), galizischer Politiker
- Lewyzkyj, Orest (1849–1922), ukrainischer Historiker, Ethnologe und Schriftsteller